# Murailles de Constantinople
Les murailles de Constantinople sont une série de remparts défensifs qui entourent et protègent la cité de Constantinople (aujourd'hui Istanbul en Turquie) depuis sa fondation par Constantin Ier comme la nouvelle capitale de l'Empire romain. Au travers de divers ajouts et modifications tout au long de son histoire, elles sont le dernier grand système de fortification de l'Antiquité et l'un des systèmes défensifs les plus complexes et les plus élaborés qui aient existé.
D'abord construits par Constantin le Grand, les murs entourent la nouvelle cité de tous les côtés, la protégeant à la fois d'une attaque par terre ou par mer. Alors que la cité grandit, la célèbre triple enceinte défensive des murs théodosiens est construite au Ve siècle. Bien que les autres sections soient moins élaborées, quand les murs sont bien pourvus en effectifs, ils sont quasiment imprenables pour n'importe quel assiégeant médiéval. Ces défenses ont sauvé l'Empire byzantin lors des multiples sièges de Constantinople par les Avars, les Arabes, les Rus', les Bulgares et d'autres peuples. L'arrivée des canons utilisés comme arme de siège rend ces fortifications vulnérables. Toutefois, la technologie des canons n'est pas assez avancée pour être décisive et assurer à elle seule la prise de la ville ; les murs étant réparés le temps qu'ils soient rechargés. Finalement, la cité tombe face à l'immense armée ottomane le 29 mai 1453 après un siège de six semaines.
Les murs restent en grande partie intacts durant la majeure partie de l'ère ottomane avant que des sections ne commencent à être démantelées durant le XIXe siècle, au moment où la cité commence à croître au-delà de ses limites médiévales. En dépit du manque d'entretien qui s'ensuit, la plus grande partie des murs survivent et sont encore debout aujourd'hui. Un programme de restauration de grande envergure est entamé dans les années 1980, ce qui permet aux touristes d'apprécier leur apparence originelle.

## Muraille terrestre

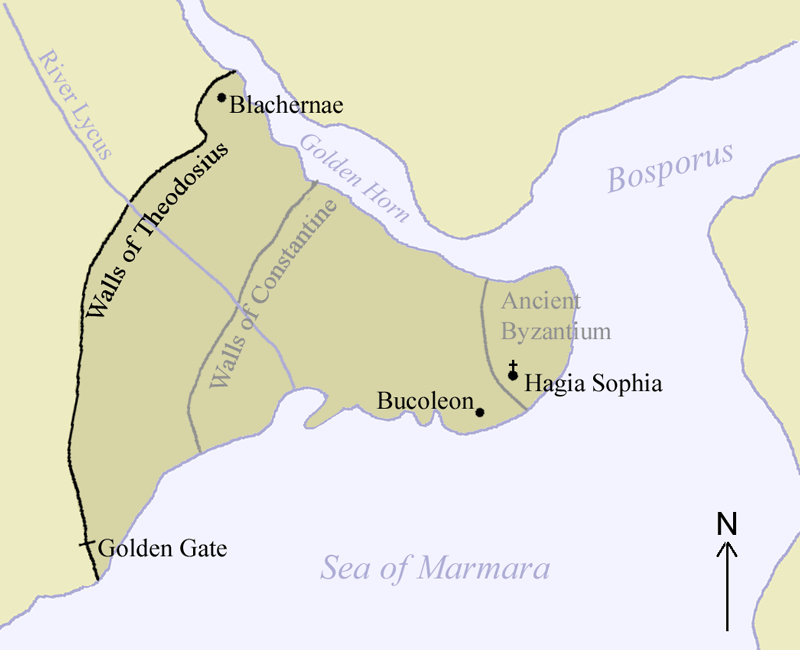
Carte des enceintes de Constantinople

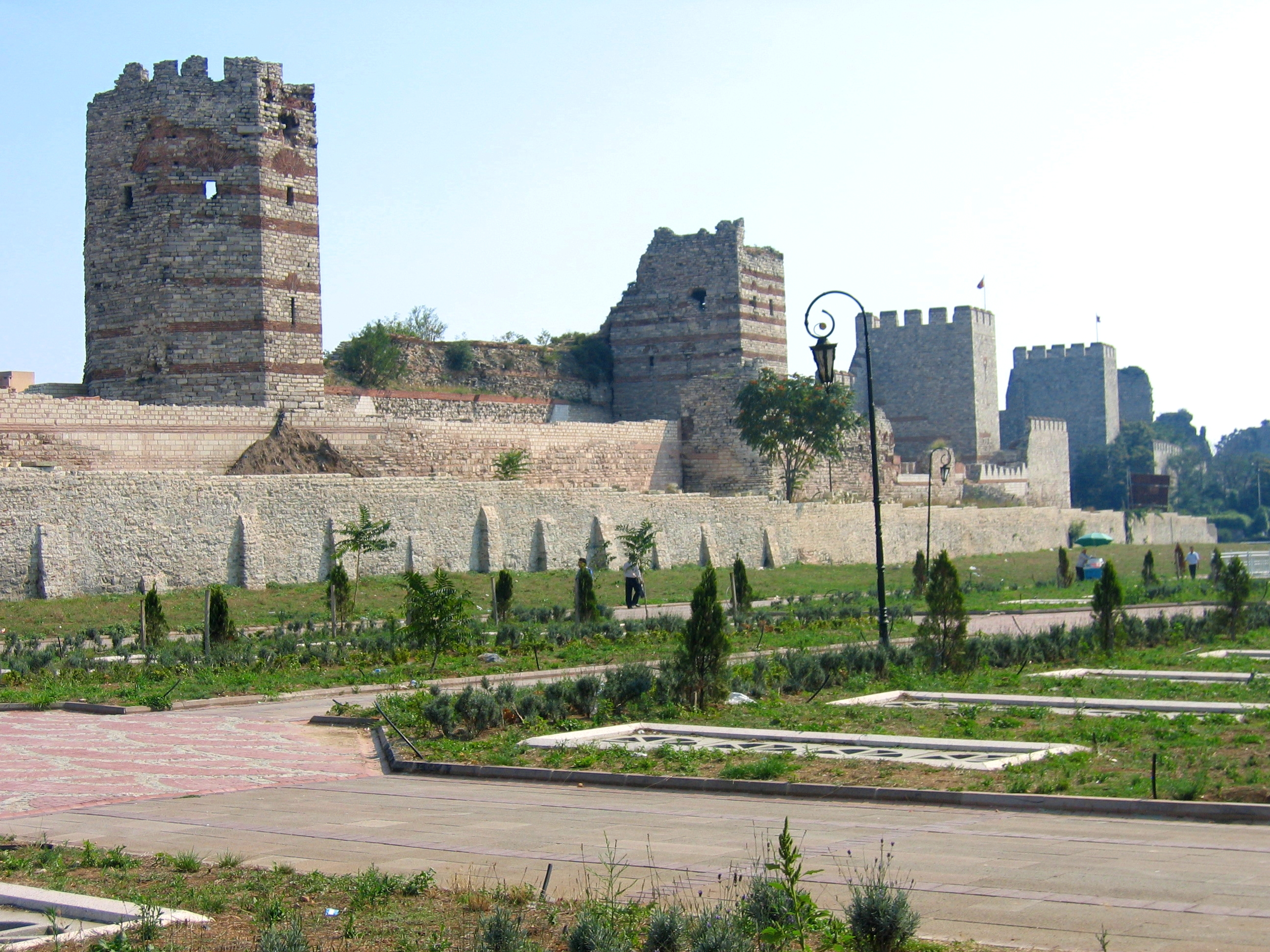
Vestiges du mur de Théodose

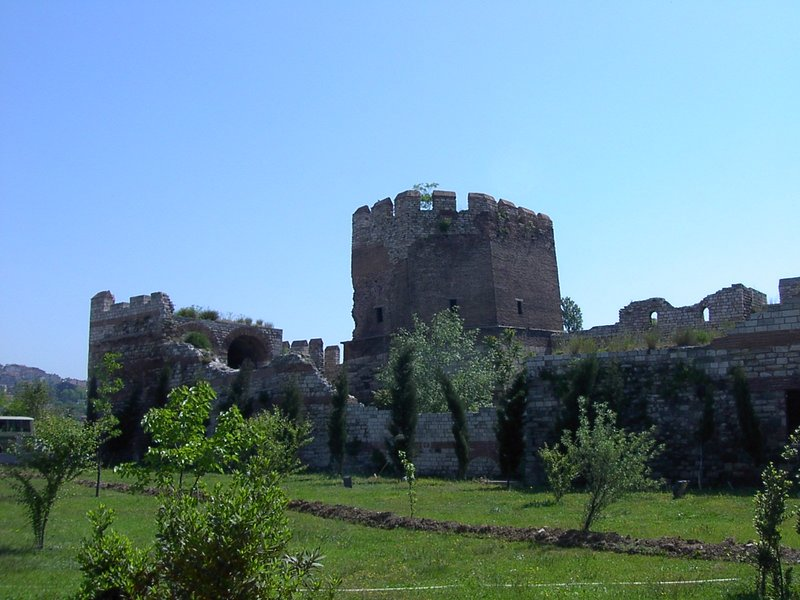
Vestiges du mur de Théodose

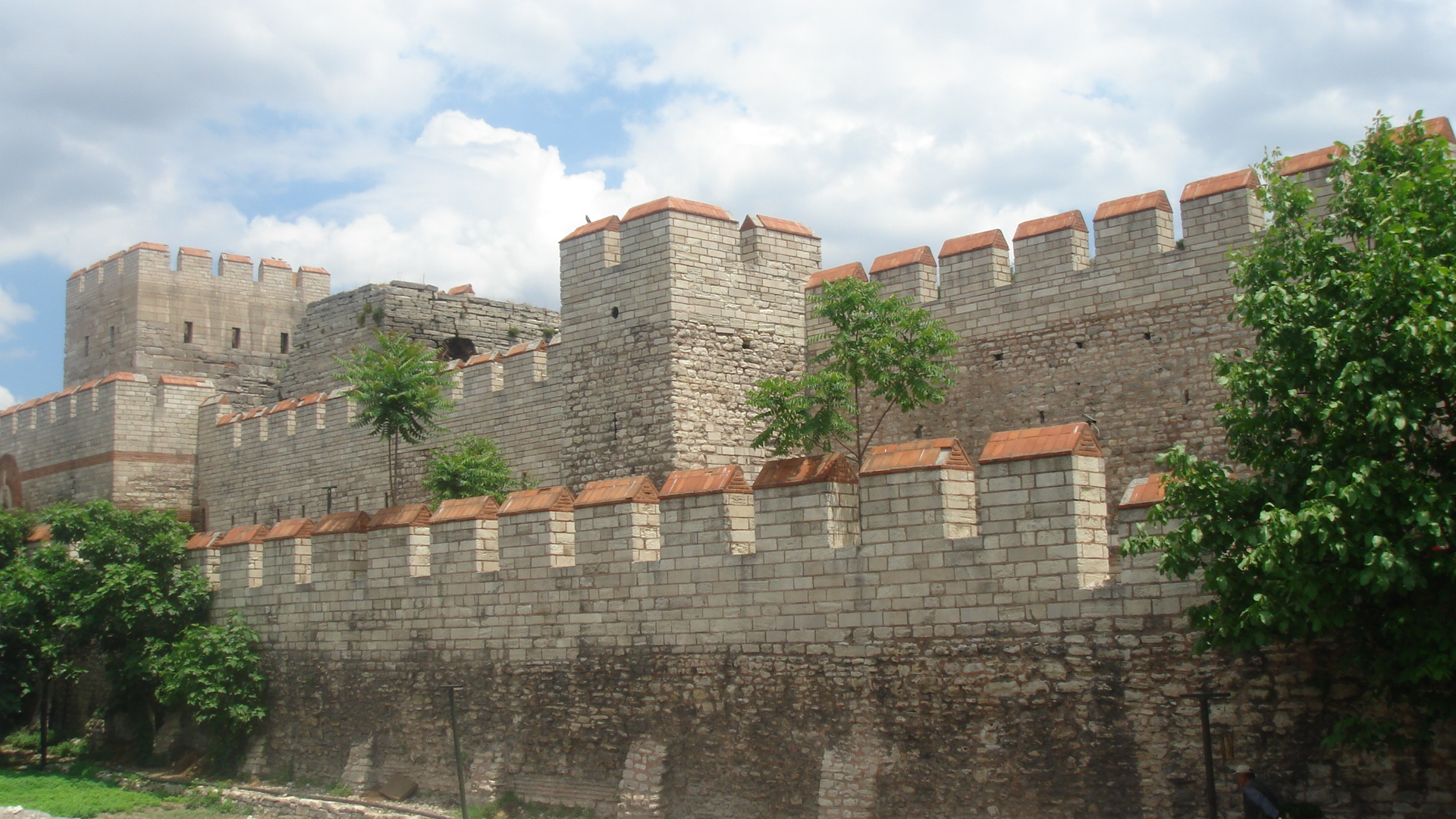
Section restaurée du mur de Théodose à la Porte Selymbria

### Murs de Byzance
Selon la tradition, la cité est fondée sous le nom de Byzance par des colons grecs de Mégare, dirigés par Byzas, vers 658 avant Jésus-Christ. À cette époque, la ville s'étend sur une petite zone autour de l'acropole, située sur la colline la plus orientale (correspondant au site moderne du palais de Topkapi). Selon le Patria de Constantinople, texte byzantin tardif, Byzance est entourée par un petit mur qui commence sur la crête nord de l'acropole, se dirige vers l'ouest et la tour d'Eugène puis vers le sud-ouest vers le Stratégion et les thermes d'Achille, continue en direction du sud vers la région connue sous le nom de Chalkoptrateia à l'époque de l'Empire byzantin, puis fait une boucle au niveau de l'Hagia Sophia vers le nord-est, traversant les zones connues sous le nom de Topoi et Arcadianae avant d'atteindre la mer à l'emplacement du quartier de Mangana. Ce mur est protégé par 27 tours et possède au moins deux portes terrestres, l'une devenant l'arche d'Urbicius et l'autre se situant à l'emplacement du Milion construit plus tard. Du côté de la mer, les murs sont bien moins hauts. Bien que l'auteur du Patria assure que le mur date de l'époque de Byzas, le chercheur français Raymond Janin pense qu'ils datent plus probablement de la période suivant la reconstruction de la ville par le général spartiate Pausanias qui conquiert la ville en 479 av. J.-C. Ces remparts ont été réparés grâce à l'utilisation de pierres tombales sous la direction d'un certain Léon en 340 av. J.-C. pour s'opposer à une attaque de Philippe II de Macédoine.
L'importance de Byzance à l'époque romaine est limitée. Les chroniqueurs contemporains la décrivent comme riche, bien peuplée et bien fortifiée mais cette abondance ne dure pas et s'achève quand la ville accorde son soutien à Pescennius Niger dans sa guerre contre Septime Sévère. Selon le récit de Dion Cassius, la cité résiste durant trois ans à Septime Sévère, jusqu'en 196. Les habitants ont même recours à des statues de bronze qu'ils lancent sur les assiégeants quand ils sont à court de projectiles. En représailles, Septime Sévère traite la ville durement. Les murailles sont détruites et la cité est privée de son statut civique pour être réduit au rang de simple village dépendant d'Héraclée Périnthe. Toutefois, considérant l'importance stratégique de la ville, Sévère finit par la reconstruire et la doter de nombreux monuments dont l'Hippodrome et les Bains de Zeuxippe. Enfin, de nouveaux remparts sont construits à 300 ou 400 mètres à l'ouest des anciens murs. Peu de choses sont connues des murs de Sévère à part une courte description de leur parcours par Zosime et que la principale porte est située au bout d'une avenue à portiques et juste avant l'entrée du futur forum de Constantin. La muraille semble partir d'un point situé à proximité de l'actuel Pont de Galata dans le quartier Eminönü pour se diriger vers le sud aux alentours de l'actuelle mosquée Nuruosmaniye avant de décrire une courbe près du mur méridional de l'Hippodrome et de se diriger vers le nord-est pour rejoindre l'ancienne muraille près du Bosphore. Le Patria mentionne aussi l'existence d'un autre mur lors du siège de Byzance par Constantin le Grand au cours de la guerre de ce dernier contre Licinius en 324. Le texte mentionne qu'un mur avancé (proteichisma) se trouvait près du Philadelphion, suggérant que l'expansion de la cité au-delà des murs de Sévère date de cette époque.

### Mur de Constantin
Quand Constantin le Grand transféra la capitale de l'Empire romain à Byzance, il la refonda sous le nom de Constantinopolis (« la ville de Constantin »), et étendit considérablement la nouvelle ville par la construction d'un mur d'environ 2,8 km (15 stades) à l'ouest de la précédente muraille sévérienne. L'apport de Constantin consistait en une seule ligne de murailles, renforcée de tours à distance régulière, dont la construction commença en 324 et fut achevée par son fils Constance II,. Le cours approximatif de la muraille constantinienne est connu : elle commençait à la Corne d'Or, près du pont Atatürk moderne, courait au sud-ouest, puis obliquait vers le sud, passant à l'est des grandes citernes ouvertes de Mocius et d'Aspar, pour aboutir sur la côte de la Propontide (mer de Marmara), quelque part entre les futures portes de la mer de Saint-Émilien et Psamathos.
Mais dès le début du Ve siècle, Constantinople s'était étendue hors du mur de Constantin, dans la zone extra muros connue sous le nom d'Exokionion. Le mur de Constantin survécut pendant une grande partie de la période byzantine, même s'il fut remplacé par les murailles de Théodose en tant que première ligne de défense de la ville. Il était encore debout quand Justinien monta sur le trône, puis disparut peu à peu au cours des siècles. Van Millingen indique que des traces du mur ont survécu dans la région de la Porte İsakapı jusqu'au début du XIXe siècle.

## Mur de Théodose II

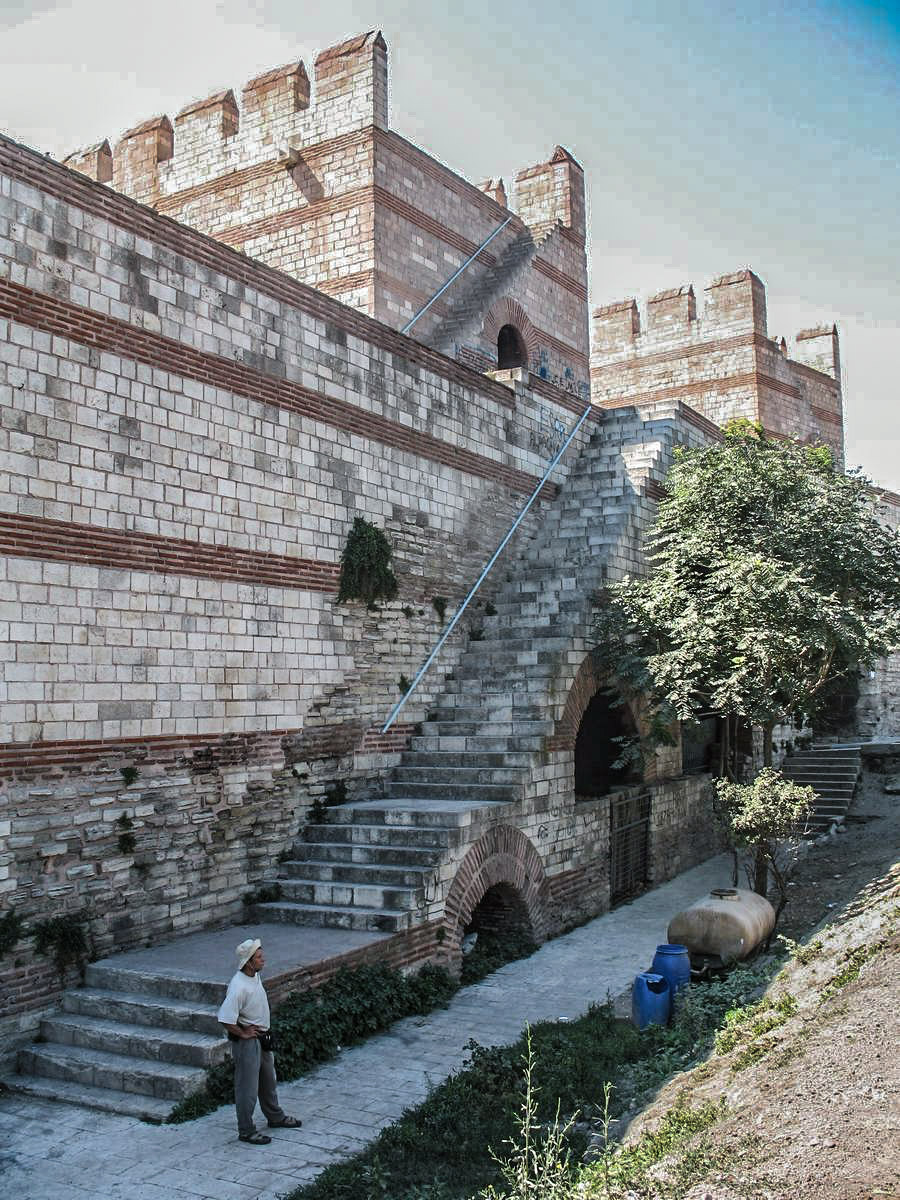
L'enceinte de Théodose vue de l'intérieur de la cité.

Le triple mur théodosien (en grec : τείχος Θεοδοσιακόν, teichos Theodosiakon), situé deux kilomètres à l'ouest de l'ancienne enceinte de Constantin, est érigé durant le règne de l'empereur Théodose II dont il tire son nom. La construction est menée en deux phases. La première partie de la muraille est construite durant la minorité de Théodose, sous la direction d'Anthémius, préfet du prétoire d'Orient. Cette première phase se termine en 413 selon une loi du Code de Théodose. Toutefois, une inscription découverte en 1993 mentionne que la construction dure neuf ans, ce qui implique qu'elle est entamée dès 404-405, lors du règne de l'empereur Arcadius. Cette première phase consiste en la construction d'une simple courtine dotée de tours qui forme aujourd'hui le mur intérieur des remparts théodosiens,.
Le 7 novembre 447, un séisme de forte puissance détruisit une grande partie du mur, dont 57 tours. D'autres tremblements de terre, dont un autre majeur en janvier 448, aggravèrent les dommages. Théodose II ordonna au préfet urbain Constantin de superviser les réparations, d'autant plus urgentes que la ville était menacée par la présence d'Attila le Hun dans les Balkans. Pour accomplir ce travail, il eut recours aux Dêmoi (les « factions du Cirque ») : les murs furent alors restaurés en un temps record de 60 jours, à en croire les chroniqueurs byzantins. Les chroniques suggèrent également que c'est à ce moment que furent ajoutés les murs extérieurs, ainsi qu'un vaste fossé extérieur, mais ce point est sujet à caution.
Tout au long de leur histoire, les murs eurent à subir les dommages de nombreux autres séismes, suivis de réparations à maintes reprises, comme en témoignent les inscriptions à la gloire des Empereurs ou de leurs exécutants,. La responsabilité de ces réparations repose sur un dignitaire dont le nom est tantôt celui de Domestique des Remparts, tantôt celui de Comte des Remparts (Δομέστικος/Κόμης τῶν τειχέων, Domestikos/Komēs tōn teicheōn). Il emploie les services de la population de la ville pour effectuer ces réparations,,. Après la conquête latine de 1204, les murs se délabrent progressivement. Après la reprise de Constantinople par les Byzantins en 1261, les ressources de l'Empire sont insuffisantes pour les maintenir en bon état, sauf en cas de menace immédiate.

### Topographie
Les murs s'étendaient sur environ 6,5 km du sud au nord, de la tour de Marbre (en turc : Mermer Kule), appelée aussi « tour de Basile et Constantin » (en grec : Pyrgos Basileiou kai Konstantinou) sur la côte de la Propontide, jusqu'à la Corne d'Or. La longueur totale des murs subsistants est de 5,630 km, à partir de la mer de Marmara jusqu'au faubourg des Blachernes, tandis que la section entre le palais du Porphyrogénète (en turc : Tekfur Sarayı) et la Corne d'Or n'a pas survécu, la ligne des murs ayant été reportée ultérieurement afin de couvrir le quartier des Blachernes.
De la mer de Marmara, le mur tourne brusquement vers le nord-est, jusqu'à atteindre la Porte Dorée, à environ 14 m au-dessus du niveau de la mer. De là et jusqu'à la Porte de Rhégion (moderne Mevlevihane Kapısı), le mur suit une ligne plus ou moins droite vers le nord et escalade la septième colline de la ville. De là, le mur tourne brusquement vers le nord-est, vers la Porte Saint-Romain, à quelque 68 m d'altitude. Puis le mur descend vers la vallée du fleuve Lycus, où il atteint son point le plus bas, à 35 m. De là, le mur s'élève à nouveau, escaladant la pente de la sixième colline, jusqu'à la Porte de Charisius ou Porte d'Andrinople, à environ 76 m de hauteur. Le tronçon compris entre la Porte Saint-Romain et celle de Charisius, d'environ 1,250 km de longueur, porte le nom de Mésoteichion (Μεσοτείχιον, « mur du milieu ») : c'est la partie la plus faible des murs en raison de la morphologie du terrain. C'est là qu'eurent lieu, dans la plupart des sièges de la ville, les principaux assauts, et pour finir, celui de 1453. De la Porte d'Andrinople aux Blachernes, les murs tombent à un niveau d'environ 60 m. De là, les murs de côté des Blachernes obliquent brusquement vers l'ouest, avant d'atteindre la plaine côtière de la Corne d'Or près de la prison dite d'Anémas.

### Construction

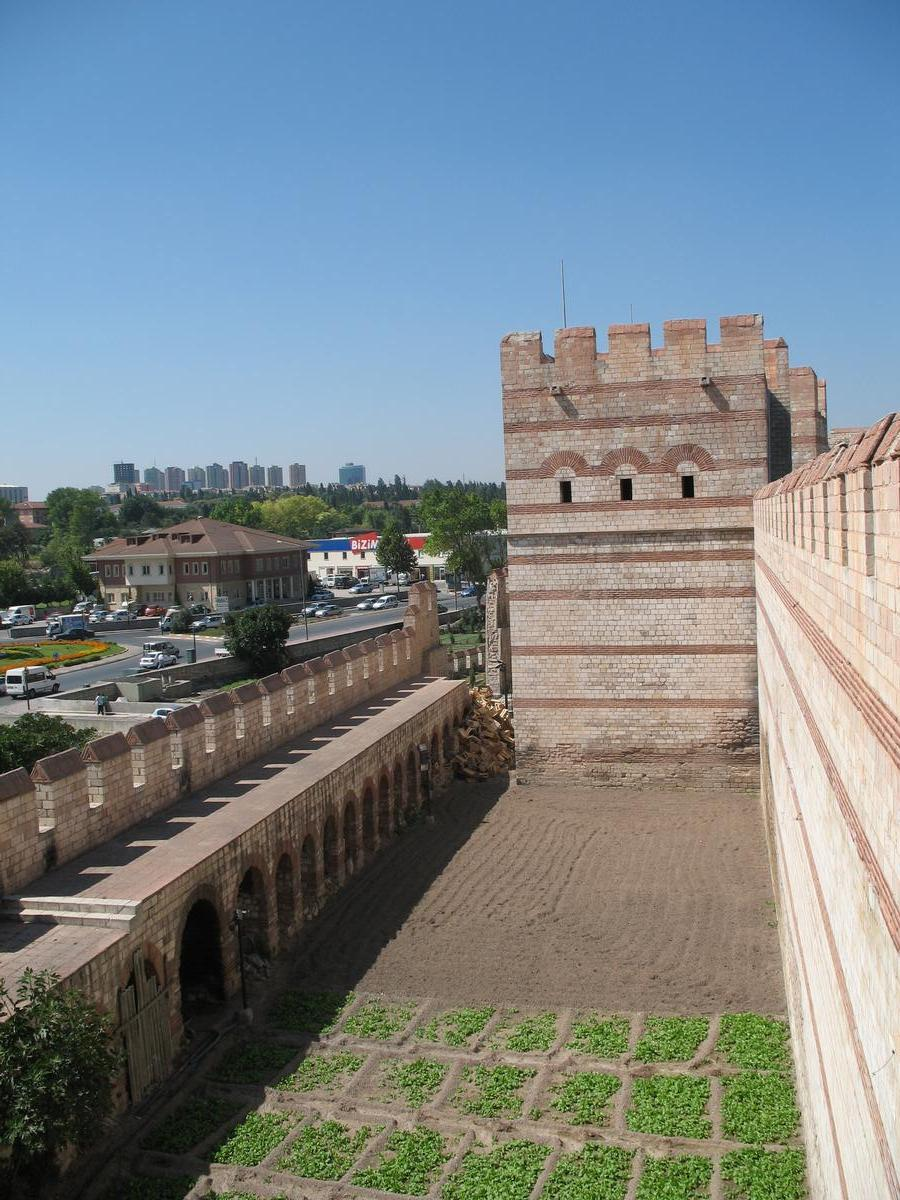
Les periboloi, entre les murs intérieurs et extérieurs

La muraille de Théodose se composait du mur principal intérieur (μέγα τείχος, méga teichos, la « grande muraille »), séparé du mur extérieur plus faible (ἔξω τείχος exō teichos ou , mikron teichos, le « petit mur ») par une terrasse large de 15 à 20 m, le péribole (περίβολος). Entre le mur extérieur et le fossé (σούδα, souda), s'étendait une terrasse extérieure, le parateichion (παρατείχιον), tandis qu'un troisième et dernier mur, faiblement élevé, couronnait l'escarpe orientale des douves.
Le mur intérieur est une structure solide de 4,5 à 6 mètres d'épaisseur et de 12 mètres de hauteur. Il est façonné avec des blocs en calcaire soigneusement découpés. Ils sont maintenus ensemble avec du mortier fait de briques pilées et de chaux. Entre sept et onze strates de briques (de 40 centimètres d'épaisseur) traversent la structure. Elles ne servent pas seulement de décoration mais renforcent aussi la cohésion de la structure en liant la façade en pierre avec le mortier, permettant au mur de mieux résister aux séismes. Le mur est constitué de 96 tours, principalement carrées mais quelques-unes sont octogonales, trois sont hexagonales et une est pentagonale. Ces tours font de 15 à 20 mètres de haut pour 10 à 12 mètres de large et placées à des distances irrégulières en fonction de la topographie. Les intervalles varient de 21 mètres à 77 mètres, bien que la majeure partie des courtines mesurent entre 40 et 60 mètres de long,. Chaque tour dispose d'une terrasse crénelée à son sommet. L'intérieur des tours est souvent composé de deux étages qui ne communiquent pas entre eux. L'étage inférieur qui donne sur le principal mur de la cité est utilisé comme lieu de stockage tandis que l'étage supérieur relié au chemin de ronde du rempart possède une fenêtre servant à observer l'ennemi et à tirer des projectiles. L'accès au mur se fait par le biais de larges rampes situées sur le côté. L'étage inférieur est accessible depuis le peribolos par de petites poternes. La plupart des tours encore existantes du mur principal ont été reconstruites soit à l'époque byzantine, soit à l'époque ottomane et des tours originelles, il ne reste que les fondations. En outre, si sous les Comnènes, la restauration suit le modèle original des murs théodosiens, les modifications ultérieures ignorent les fenêtres et embrasures à l'étage supérieur et se concentrent particulièrement sur la terrasse de la tour qui devient la seule plate-forme de combat.

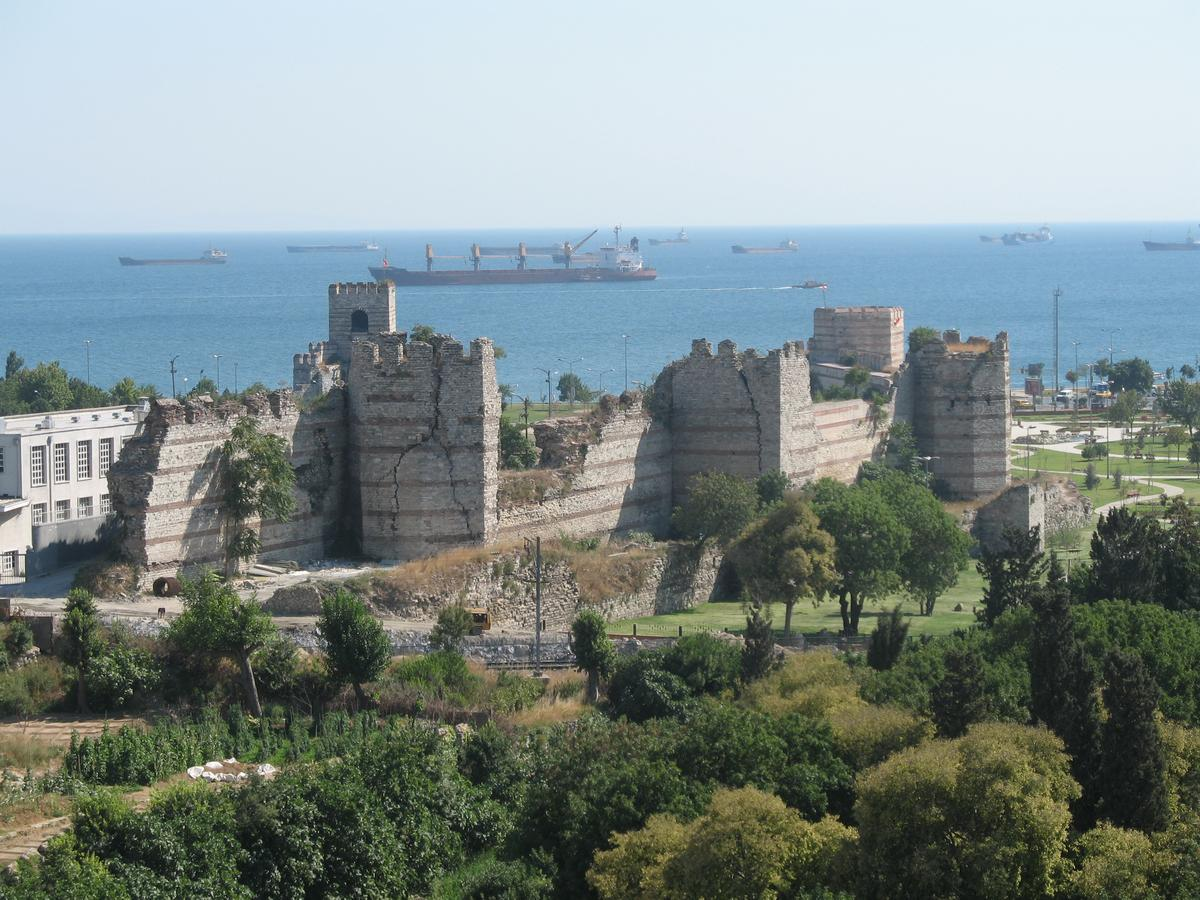
La partie sud du rempart de Théodose et la tour de Marbre. La mer de Marmara se situe en arrière-plan.

Le mur extérieur mesure deux mètres de large à la base et comprend plusieurs chambres archées au niveau du peribolos. Il est surmonté d'un chemin de ronde crénelé et s'élève à une hauteur de 8,5 à 9 mètres. L'accès à ce rempart depuis la cité se fait grâce aux portes principales ou à de petites poternes situées à la base des tours du mur intérieur. Le mur extérieur comprend aussi des tours situées approximativement à mi-chemin entre deux tours du mur intérieur. Elles doivent soutenir celles-ci et sont espacées de 48 à 78 mètres avec une distance moyenne de 50 à 66 mètres. Seules 62 de ces tours ont survécu jusqu'à nos jours. À quelques exceptions près, elles sont toutes carrées et d'une hauteur de 12 à 14 mètres pour une largeur de 4 mètres. Elles présentent une pièce avec plusieurs fenêtres au niveau du peribolos et sont surmontées d'une terrasse crénelée, tandis que plusieurs poternes peuvent se situer à leur base, permettant d'accéder à la terrasse extérieure. Le mur extérieur constitue à lui seul un ouvrage défensif impressionnant. Ainsi, lors des sièges de 1422 et 1453, les Byzantins et leurs alliés étant trop peu nombreux pour couvrir les deux remparts, ils se concentrent exclusivement sur le rempart extérieur.

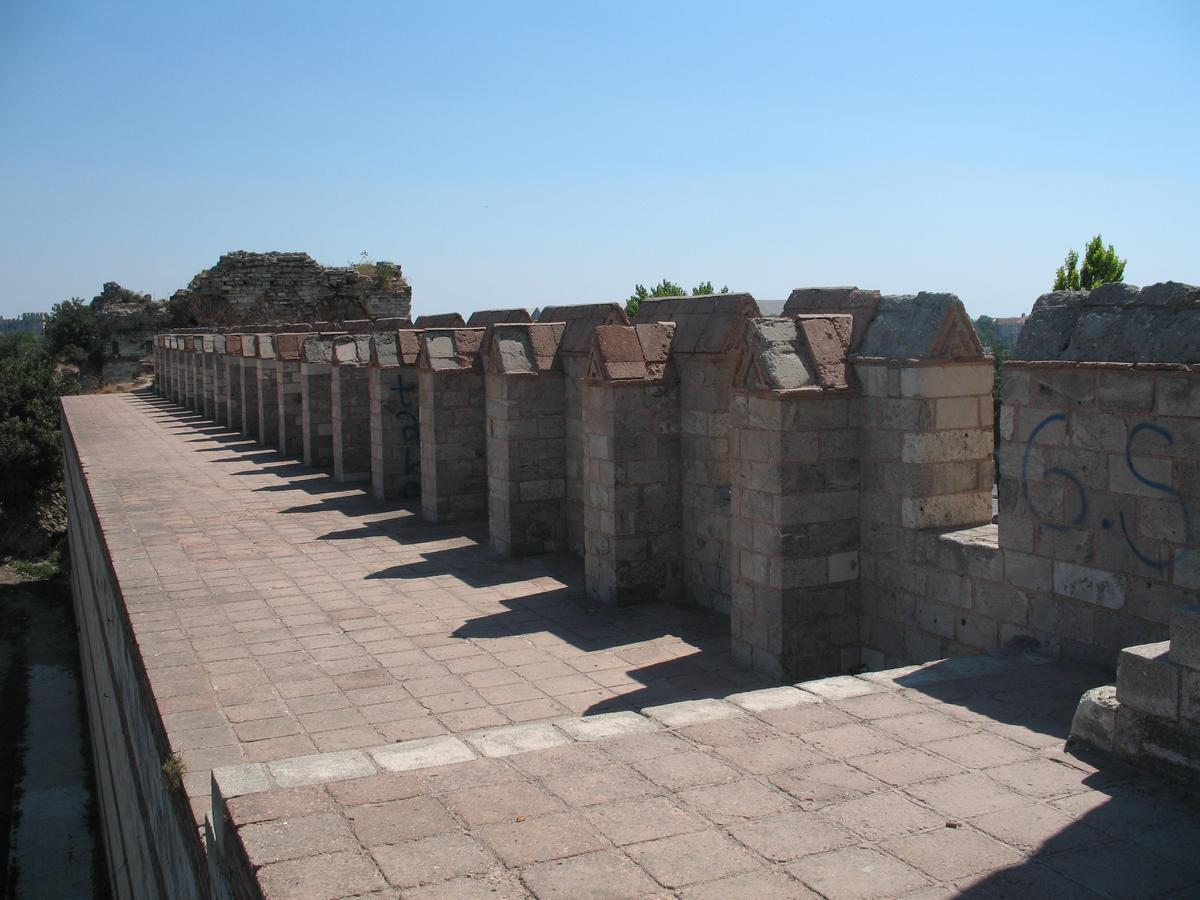
Sur les remparts.

La douve se situe à une distance du mur extérieur de près de 20 mètres. La douve en elle-même fait 20 mètres de large et approximativement 10 mètres de profondeur avec un mur crénelé de 1,5 mètre de hauteur du côté intérieur de la douve, servant de première ligne de défense. Des murs transversaux traversent le mur et sont effilés à leur sommet et ne peuvent être utilisés comme pont. Certains d'entre eux contiennent des tuyaux transportant l'eau dans la ville depuis la région de collines au nord et à l'ouest de la ville. Leur rôle a souvent été interprété comme ceux d'aqueducs servant à remplir la douve, les murs servant à diviser cette dernière en compartiments. Toutefois, selon Alexandre van Millingen, peu de preuves directes dans les récits du siège suggèrent que la douve a été inondée. Dans les sections au nord de la porte de Saint-Romain, l'inclinaison des pentes de la rivière du Lycus rend la construction et l'entretien du fossé problématiques. De ce fait, il est probable que le fossé s'arrête au niveau de la porte de Saint-Romain et ne reprend qu'après la porte d'Andrinople.
La section la plus faible du mur est appelée Mesoteichion (Μεσοτείχιον, « Mur du Milieu »). Les historiens modernes ne s'accordent pas sur la définition précise de cette portion de mur, qui peut seulement s'étendre de la porte de Saint-Romain à la Cinquième Porte Militaire (thèse d'A.M. Schneider) ou aller de la porte de Rhégium à la Cinquième Porte Militaire (thèse de Tsangadas) ou depuis la porte de Saint-Romain à la porte d'Andrinople (thèse d'A. van Millingen).

### Portes

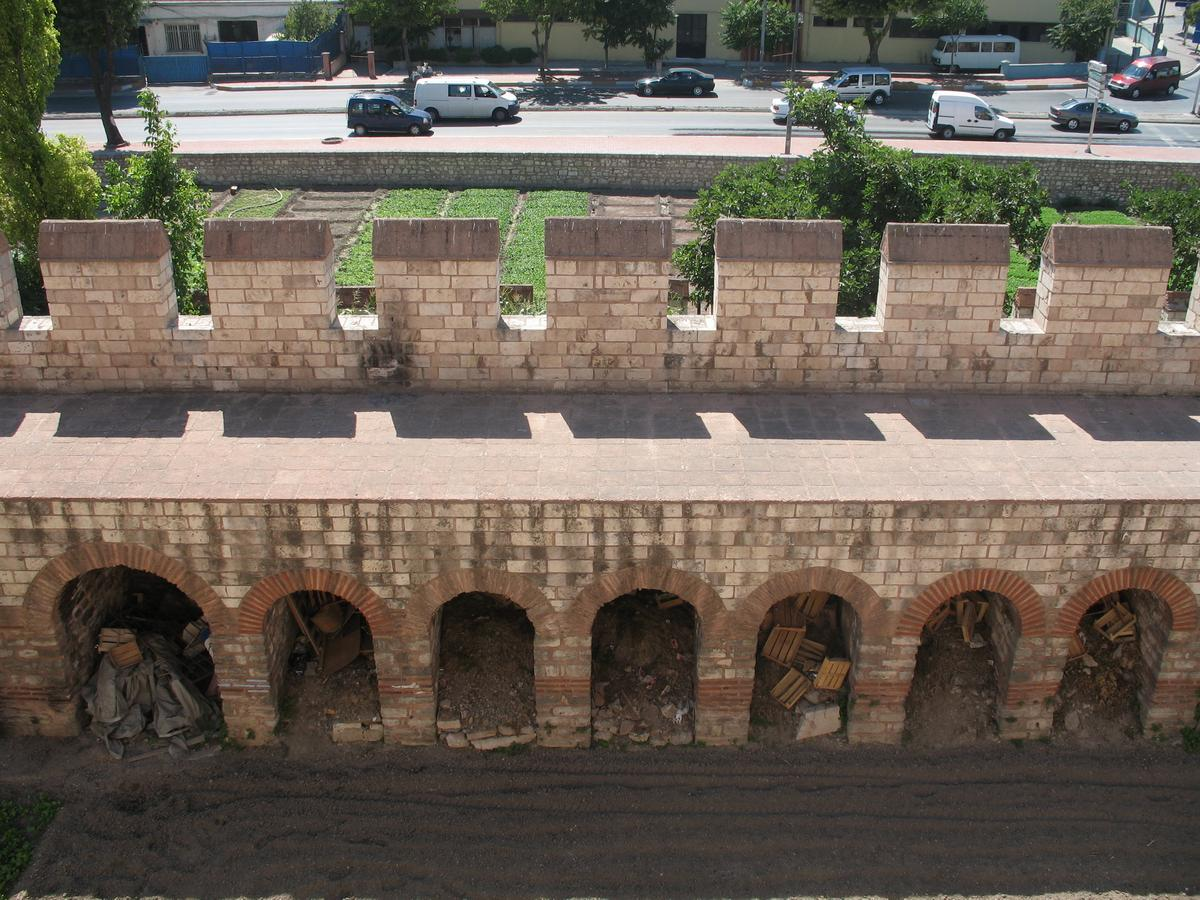
Le mur extérieur de l'enceinte de Théodose vu de l'intérieur.

L'enceinte de Théodose comprend neuf portes principales et plusieurs poternes plus petites. L'identification exacte de plusieurs portes est sujette à débat pour plusieurs raisons. Les chroniqueurs byzantins ont donné plus de noms de portes que de portes elles-mêmes. Les dénominations grecques sont largement tombées en désuétude durant l'ère ottomane tandis que les sources littéraires et archéologiques fournissent souvent des informations contradictoires. Seules trois portes, la Porte d'Or, la Porte de Rhegium et la Porte de Charisius peuvent être situées directement grâce à des preuves littéraires.
Selon la nomenclature traditionnelle établie par Philipp Anton Dethier en 1873, deux types de portes sont distingués. Les « portes publiques » et les « portes militaires » disposées alternativement le long des remparts. Selon la théorie de Dethier, les portes civiles ont des noms et sont ouvertes au trafic civil, traversant les douves sur des ponts. Quant aux portes militaires, elles ont des numéros et sont destinées à l'utilisation militaire. Elles ne mènent qu'aux sections extérieures des remparts sans traverser les douves,. Toutefois, aujourd'hui, cette distinction n'est retenue que comme convention historiographique. En effet, il y a des raisons suffisantes de penser que plusieurs des portes militaires sont aussi utilisées pour le trafic civil. En outre, certaines d'entre elles ont un nom. Le fait de les désigner par des numéros, ayant pour origine leur correspondance supposée avec le nom basé sur des numéros des quartiers de Constantinople situés entre les murs théodosiens et l'enceinte de Constantin, est erronée. Ainsi, le Deuteron (le Deuxième quartier) n'est pas situé au sud-ouest, derrière la Deuxième Porte Militaire comme cela serait attendu mais au nord-ouest de Constantinople.

#### Première Porte Militaire (Pylē tou Prōtou)
Cette porte est une petite poterne qui se situe au niveau de la première tour des murs terrestres, à la jonction avec le mur maritime. Elle présente un chrisme la surplombant,. Cette porte est connue à l'époque ottomane sous le nom de Tabak Kapı.

#### La Porte d'Or et la Forteresse des Sept-Tours (Yedikule)

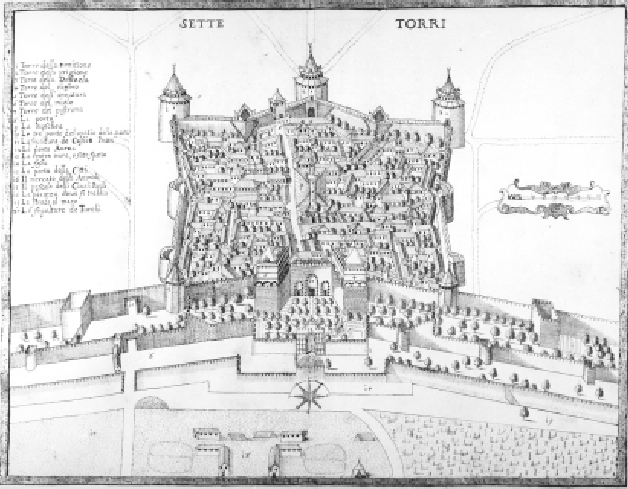
La Porte d'Or et la forteresse des Sept Tours en 1685. La densité de population au sein de la forteresse est bien représentée ainsi que les portes extérieures de la Porte d'Or richement décorées.

La Porte d'Or (Χρυσεία Πύλη, Chryseia Pylē ; en latin : Porta Aurea ; en turc : Altınkapı ou Yaldızlıkapı) est la première porte des murs terrestres quand on part du sud. Elle est la principale entrée utilisée pour les cérémonies, notamment en cas d'entrée triomphale de l'Empereur à l'occasion de victoires militaires ou du couronnement,. À de rares occasions, certains visiteurs reçoivent l'honneur d'une entrée dans Constantinople par cette porte. C'est le cas pour les légats pontificaux (en 519 et 868) et en 710 pour le pape Constantin. La porte est aussi utilisée pour des entrées triomphales sous les Comnènes. La dernière occasion de ce type est l'entrée de Michel VIII Paléologue le 15 août 1261 après la reprise de la ville. Avec le déclin progressif des succès militaires byzantins, les portes sont murées et leur taille est réduite à la fin de l'ère Paléologue. Le complexe de la Porte d'Or est transformé en citadelle ou en refuge. La Porte d'Or suscite des émules et plusieurs cités donnent ce nom à leur entrée principale. C'est le cas de Thessalonique (où la porte est aussi connue sous le nom de Porte du Vardar) ou d'Antioche (la Porte de Daphné). De même la Rus' de Kiev construit de monumentales Porte d'Or à Kiev et Vladimir.
La date de la construction de la porte n'est pas connue avec certitude. Les historiens sont divisés entre une construction à l'époque de Théodose Ier ou de Théodose II. Les premiers historiens favorisent Théodose Ier mais la majorité actuelle a tendance à privilégier la piste de Théodose II. Cela signifierait que la porte est construite en tant que partie intégrante des remparts théodosiens. Ce débat a pour origine une inscription latine en lettres de métal aujourd'hui disparue. Elle se trouvait au-dessus des portes et commémorait leur décoration pour célébrer la défaite d'un usurpateur à l'identité inconnue.

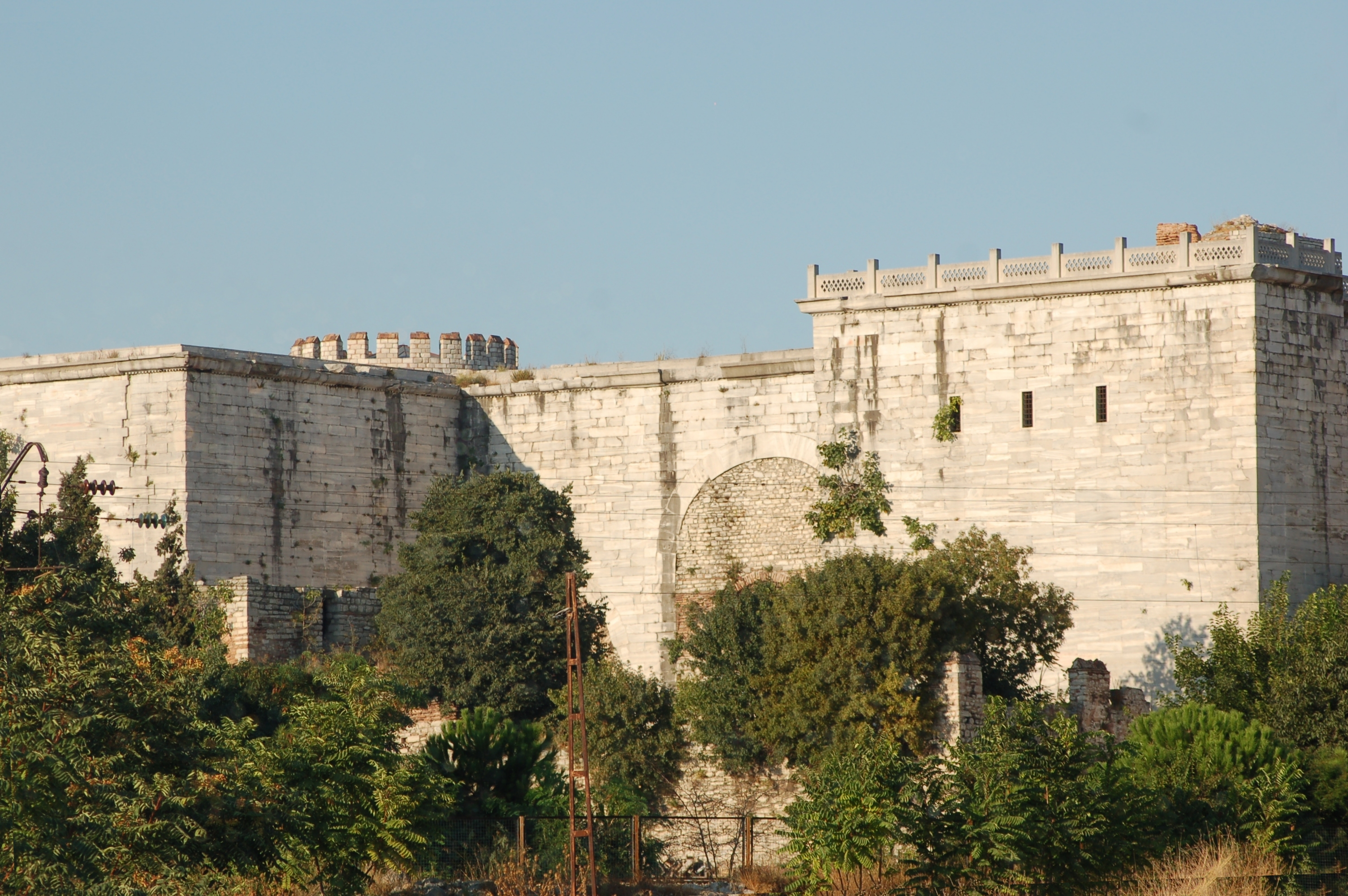
Photographie moderne de la Porte d'Or, montrant les deux tours la flanquant. Le sommet de l'arche centrale aujourd'hui murée est aussi visible.

La porte, construite à l'aide de larges blocs de marbre blanc poli qui tiennent ensemble sans ciment, a la forme d'une arche triomphale avec trois portes, celle du milieu étant plus large que les deux autres. La porte est flanquée par deux grandes tours carrées, formant les 9e et 10e tours du mur intérieur de Théodose. À l'exception de la porte centrale, la porte reste ouverte au trafic journalier. La structure est richement décorée avec de nombreuses statues dont une de Théodose Ier sur un quadrige conduit par un éléphant au sommet de la porte, qui perdure jusqu'à sa destruction lors d'un séisme en 740. Cette sculpture rappelle la Porta Triumphalis de Rome. Parmi les autres sculptures, une grande croix a été détruite par un tremblement de terre en 561 ou 562, une allégorie de la victoire détruite sous le règne de Michel III et une statue de Fortuna couronnée. En 965, Nicéphore II Phocas installe les portes en bronze venant de la cité de Mopsueste à la place des portes originelles.
La principale porte est protégée par un mur extérieur percé par une porte. Celle-ci est par la suite flanquée par un ensemble de reliefs en marbre réutilisés. Selon les descriptions de Pierre Gilles, un voyageur français du XVIIe siècle, ces reliefs sont arrangés en deux niveaux et présentent des scènes mythologiques dont les Travaux d'Hercule. Ces reliefs qui disparaissent à partir du XVIIe siècle à l'exception de quelques fragments aujourd'hui entreposés dans le Musée archéologique d'Istanbul, sont probablement mis en place aux IXe et Xe siècles pour donner l'apparence d'une porte triomphale. Selon d'autres descriptions, la porte extérieure est aussi surmontée par une statue de la Victoire portant une couronne.
En dépit de son rôle cérémoniel, la Porte d'Or est l'une des positions les plus puissantes de l'enceinte de Constantinople. Plusieurs assauts y sont repoussés lors de différents sièges. Grâce à la présence de murs transversaux au sein du peribolos séparant le mur intérieur et le mur extérieur, le complexe forme une véritable forteresse séparée. Sa valeur militaire est reconnue par Jean VI Cantacuzène qui rapporte qu'elle est imprenable, capable de stocker des provisions pour trois ans et de défier la cité entière si nécessaire. Il répare les murs en marbre et y place des soldats catalans loyaux comme garnison mais celle-ci finit par se rendre à Jean V Paléologue quand Jean VI abdique en 1354. Jean V met à bas les reconstructions de son prédécesseur et laisse la forteresse sans garnison. Toutefois, en 1389-1390, il restaure et agrandit la forteresse, érigeant deux tours derrière la porte et allongeant un mur de 350 mètres jusqu'au rempart maritime. Cela aboutit à la création d'une enceinte fortifiée séparée à l'intérieur même de la cité, pouvant servir d'ultime refuge. Ainsi, Jean V est rapidement contraint de s'y replier après le coup d'État fomenté par son petit-fils, Jean VII Paléologue. La forteresse résiste lors d'un siège qui dure plusieurs mois et lors duquel plusieurs canons ont peut-être été employés. Cependant, en 1391, Jean V est obligé de raser le fort sur l'ordre du sultan Bayezid Ier qui menace d'aveugler son fils Manuel s'il n'obéit pas. En 1434, l'empereur Jean VIII Paléologue tente de reconstruire la forteresse mais en est empêché par le sultan Mourad II.

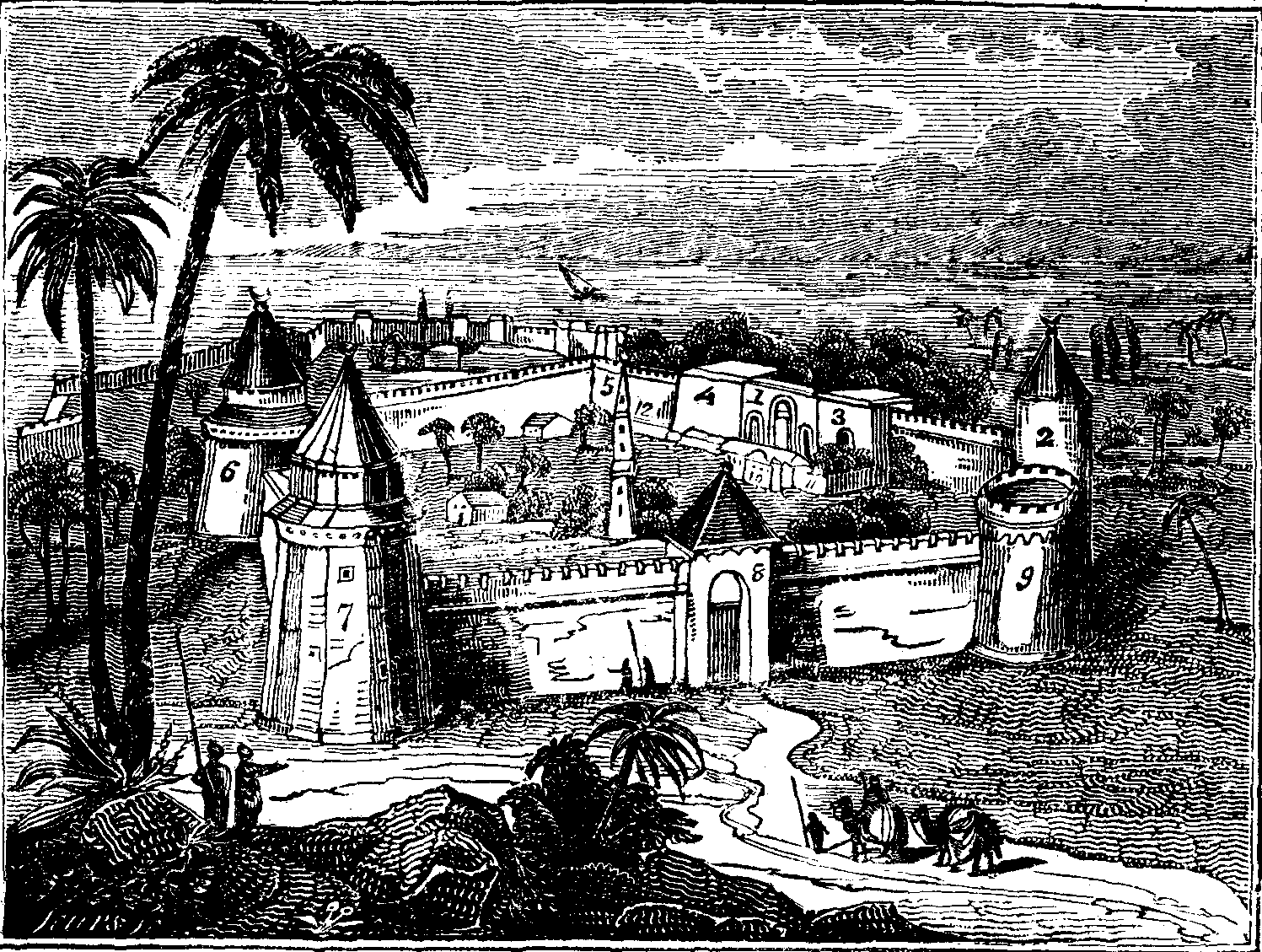
La forteresse des Sept Tours en 1827.

Après la prise de Constantinople en 1453, le sultan Mehmed II bâtit un nouveau fort en 1458. Il ajoute trois tours aux quatre déjà existantes au sein des murs théodosiens, ce qui donne naissance à la Forteresse des Sept tours (en turc : Yedikule Hisarı, en grec : Ἑπταπύργιον, Heptapyrgion). La Porte d'Or perd sa fonction de porte et durant la majeure partie de l'ère ottomane, elle est utilisée comme trésorerie, archive et prison. Ainsi, les ambassadeurs des États avec lesquels l'Empire ottoman est en guerre y sont souvent emprisonnés. Parmi les prisonniers les plus célèbres figure le jeune sultan Osman II qui y est incarcéré avant d'être exécuté par les janissaires en 1622. Le dernier empereur de Trébizonde, David II de Trébizonde, Constantin II Brâncoveanu de Valachie et sa famille, le roi de Géorgie Simon Ier et plusieurs pachas ottomans y sont aussi exécutés. Durant les guerres sous Napoléon Ier, la citadelle fut la prison de bien des Français, y compris l'écrivain et diplomate Francois Pouqueville qui y séjourna plus de deux ans et qui en fit une description très détaillée ou Louis-François-Sébastien Fauvel. À l'exception des onze premières phrases et des quatre dernières phrases, l'ensemble du roman Prokleta avlija écrit par Ivo Andrić et vainqueur du Prix Nobel de littérature en 1961 se déroule au sein de la forteresse de Yekidule.
Selon l'une des nombreuses légendes grecques à propos de la chute de Constantinople, quand les Turcs pénètrent dans la ville, un ange vient au secours de l'empereur Constantin XI Paléologue, le transforme en marbre avant de le placer dans une grotte située sous la Porte d'Or, où il attend de revenir à la vie pour reprendre la ville des mains des Ottomans. Cette légende explique que les Turcs aient muré la porte par précaution contre cette prophétie.

#### La porte de Xylokerkos

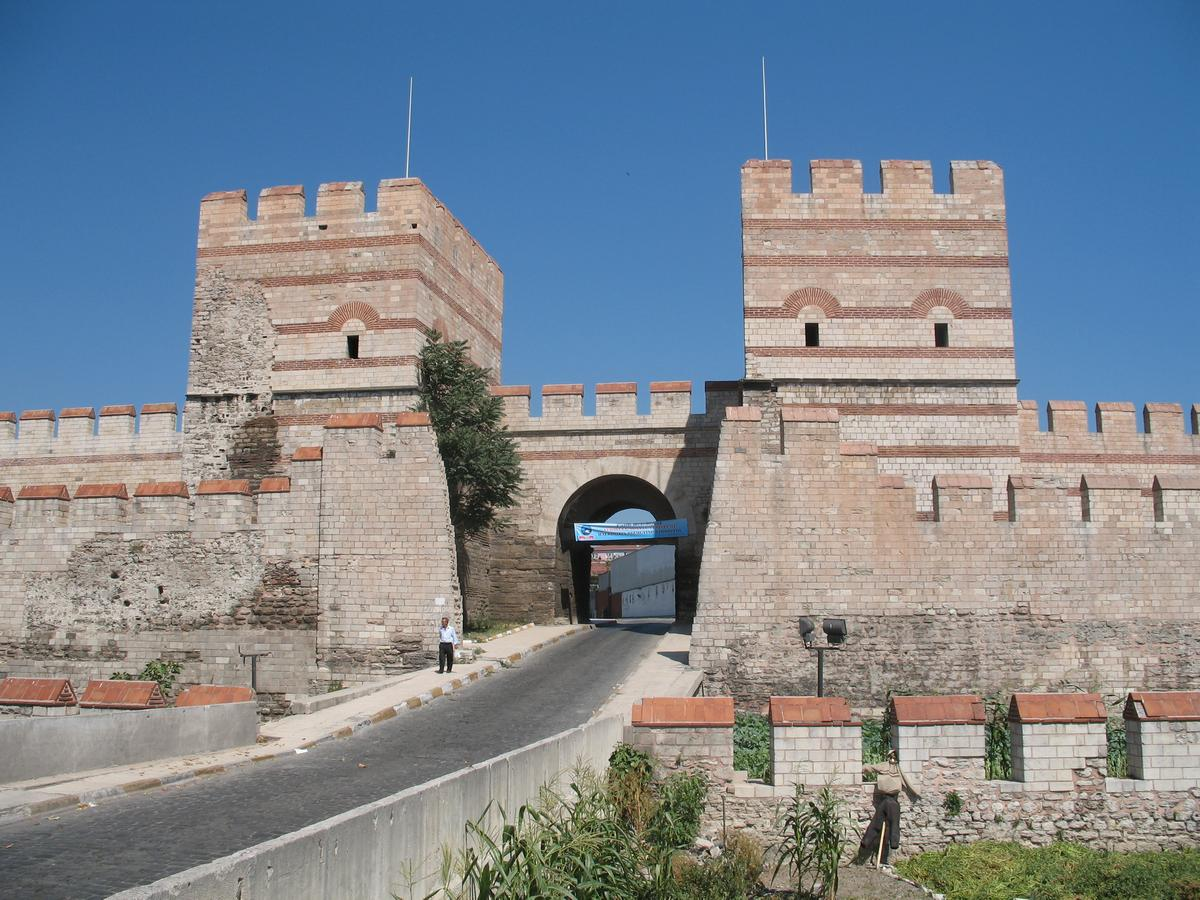
La porte de Xylokerkos ou de Belgrade.

La porte de Xylokerkos ou Xerokerkos (Πύλη τοῦ Ξυλοκέρκου/Ξηροκέρκου), connue aujourd'hui sous le nom de porte de Belgrade, se situe entre les tours 22 et 23. Alexander van Millingen l'identifie à la Deuxième Porte Militaire qui se situe toutefois plus au nord,. Le nom de la porte vient du fait qu'elle donne sur un amphithéâtre en bois en dehors des remparts. Le complexe de la porte mesure approximativement douze mètres de large pour vingt mètres de haut tandis que la porte elle-même mesure cinq mètres.
Selon une histoire relatée par Nicétas Choniatès, la porte est murée par l'empereur Isaac II Ange en 1189 en raison d'une prophétie. Selon celle-ci, c'est de cette porte que l'empereur romain germanique Frédéric Barberousse entrerait dans la ville. La porte de Xylokerkos est rouverte en 1346 avant d'être fermée à nouveau lors du siège de 1453 pour être rouverte en 1886 seulement, ce qui explique son premier nom ottoman de Kapalı Kapı (la « Porte Close »).

#### Deuxième Porte Militaire (Pylē tou Deuterou)
Elle se situe entre les tours 30 et 31. Il n'en subsiste que peu de vestiges et sa reconstruction moderne pourrait ne pas être exacte.

#### Porte de la Source

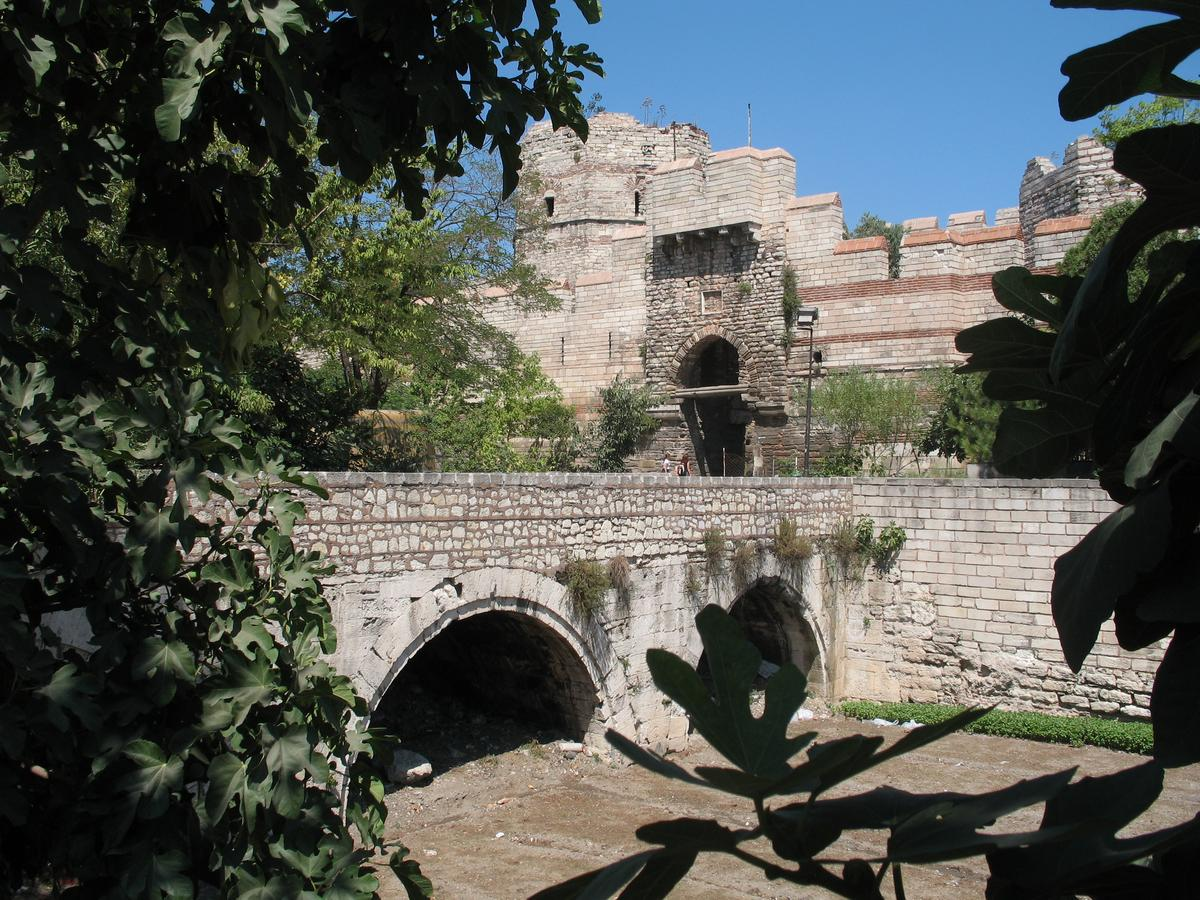
Pont et porte de la Source.

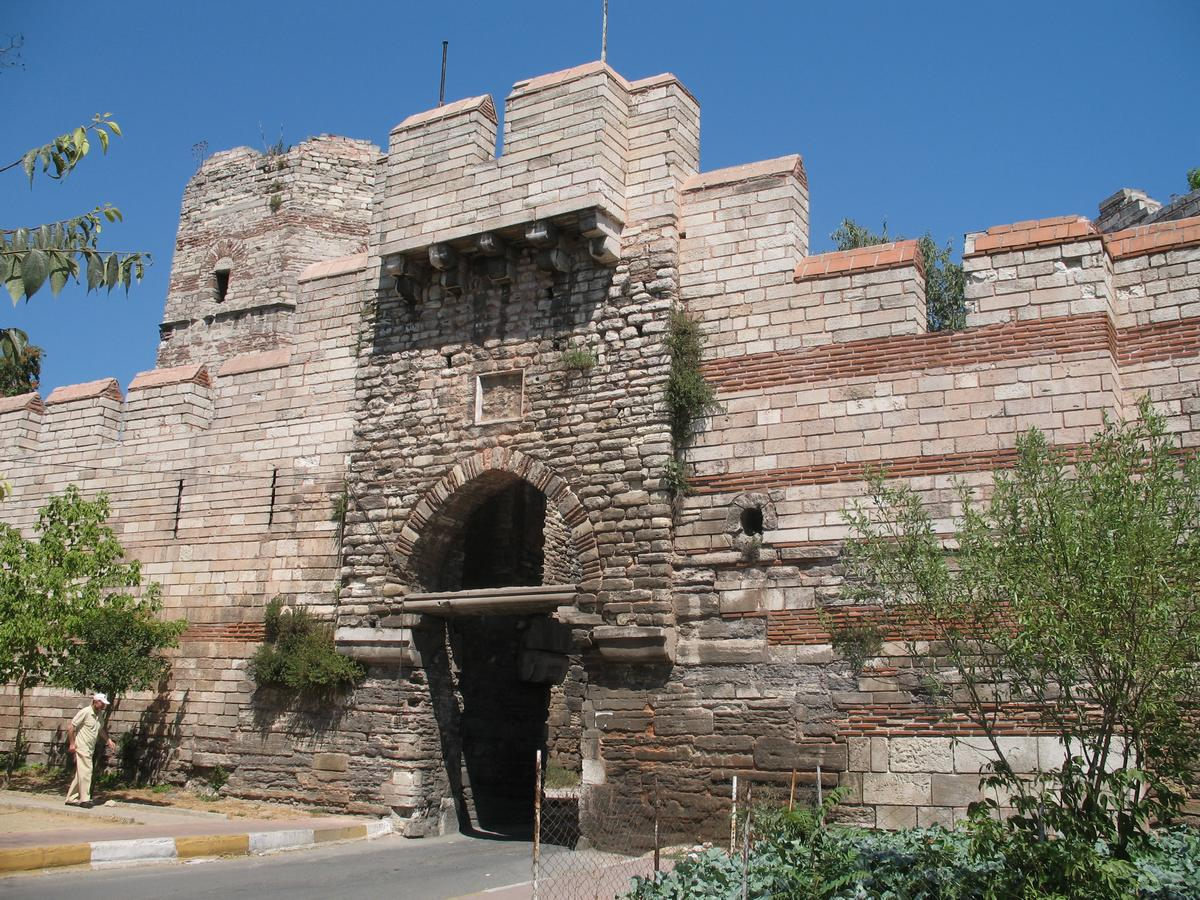
Porte de la Source

La Porte de la Source ou Porte de Pegae (Πύλη τῆς Πηγῆς) est nommé ainsi en référence à un monastère populaire situé en-dehors des murs, le Zōodochos Pēgē (« Source de la vie ») dans la banlieue moderne de Balıklı. Son nom turc, Porte de Selymbria (en turc : Silivri Kapısı, en grec : Πύλη τῆς Συλημβρίας) apparaît dans les sources byzantines peu après 1453,. Elle est comprise entre les tours heptagonales 35 et 36 qui ont été largement reconstruite à la fin de l'Empire byzantin. La tour sud porte une inscription datée de 1439 qui commémore les réparations entreprises par Jean VIII Paléologue. L'arche de la porte a été remplacée au cours de l'ère ottomane. En outre, en 1998, une fondation souterraine comprenant des reliefs et des tombes des IVe et Ve siècles est découverte sous la porte.
Van Millingen identifie cette porte avec la porte plus ancienne de Melantias (Πόρτα Μελαντιάδος) mais beaucoup d'historiens plus modernes suggèrent que cette porte appartenait à l'enceinte de Constantin.
C'est par cette porte que les forces de l'Empire de Nicée conduites par le général Alexis Strategopoulos entrent dans Constantinople qu'ils reprennent des mains des Latins le 25 juillet 1261,.

#### Troisième Porte Militaire (Pylē tou Tritou)
La Troisième Porte Militaire nommée ainsi en référence au quartier du Triton (« le Troisième ») qui se situe derrière elle, entre les tours 39 et 40, peu après la Porte de Pegae et avant la section des murailles connue sous le nom de Sigma. Cette porte n'a pas de nom turc et date du milieu ou de la fin de l'époque byzantine. La porte correspondante de la muraille extérieure est préservée jusqu'au début du XXe siècle, moment où elle disparaît. Il est très probable que cette porte corresponde à celle connue sous le nom de Porte de Kalagros (Πύλη τοῦ Καλάγρου).

#### Porte de Rhegium
L'actuelle Yeni Mevlevihane Kapı située entre les tours 50 et 51 est souvent appelée Porte de Rhegium (Πόρτα Ῥηγίου) dans les premiers textes modernes, en référence à la banlieue de Rhegium (aujourd'hui Küçükçekmece). La porte est aussi connue sous le nom de Porte de Rhousios ou Porte des Rouges (Πόρτα τοῦ Ῥουσίου) après que la faction des Rouges a supposément pris part à la restauration de la porte. Toutefois, selon les textes byzantins, le terme correct serait Porte de Rhésios (Πόρτα Ῥησίου) en référence, selon le Souda du IXe siècle, à un ancien général de la Byzance grecque. A.M. Schneider l'identifie aussi avec la Porte du Myriandrion ou Polyandrion (« place des nombreux hommes »), peut-être en référence à sa proximité avec un cimetière. C'est la porte qui a été le mieux préservée. Elle reste en grande partie similaire à sa structure originelle datant du Ve siècle.

#### Quatrième Porte Militaire (Pyle tou Tetartou)
Elle se situe entre les tours 59 et 60. Elle est aujourd'hui murée,. Récemment, il a été suggéré qu'elle pourrait être la Porte de Saint-Romain mais cette hypothèse n'est pas prouvée,.

#### Porte de Saint-Romain

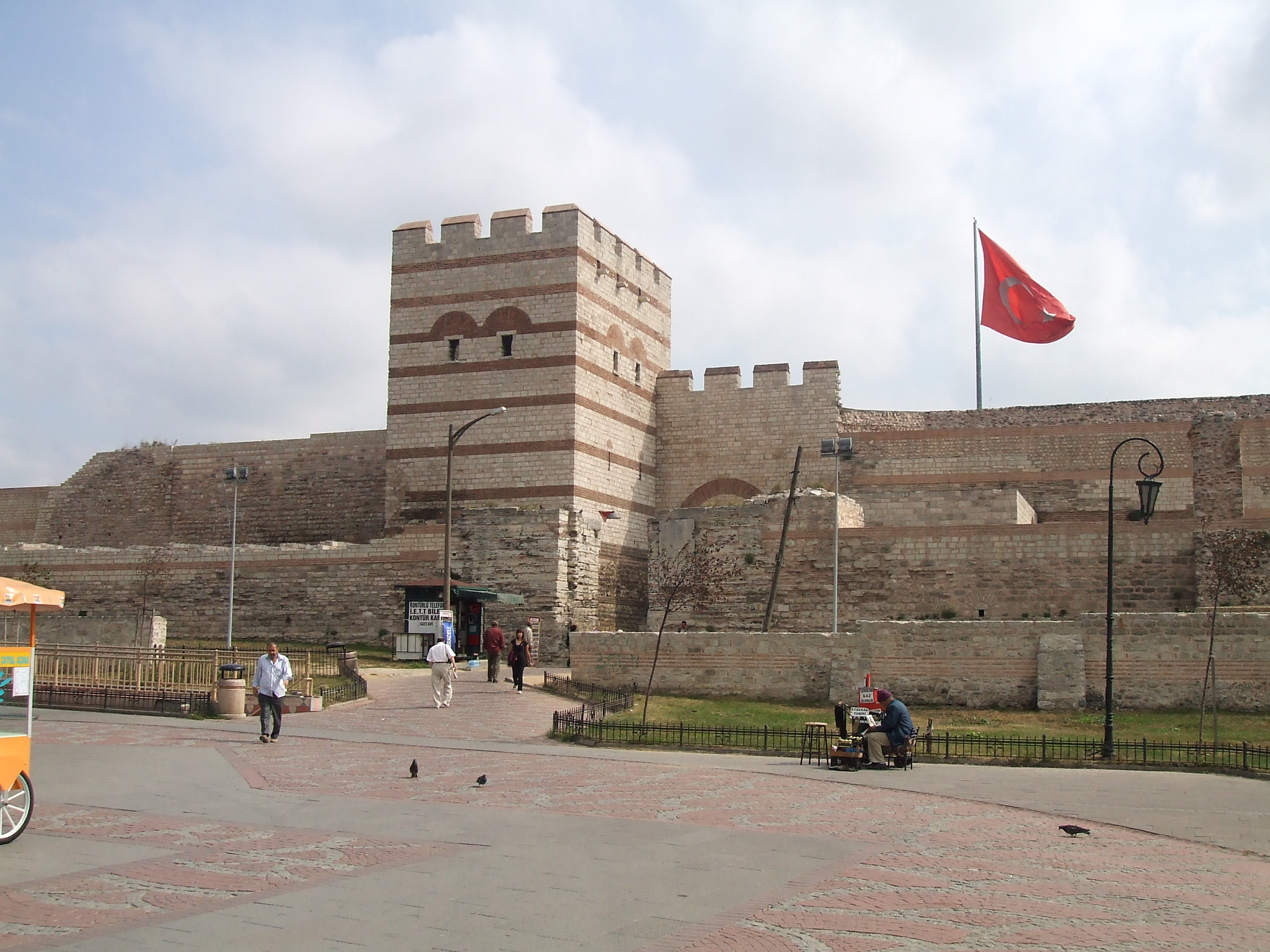
La Porte de Topkapı aujourd'hui.

La Porte de Saint-Romain (Πόρτα τοῦ Ἁγίου Ρωμάνου) dont le nom vient d'une église située à proximité, se trouve entre les tours 65 et 66. Elle est connue en turc sous le nom de Topkapı (Porte du Canon) d'après l'imposant canon ottoman (le « Basilic ») qui se situait en face de la porte lors du siège de 1453. Avec une structure de 26,5 mètres, elle est la deuxième porte la plus large des remparts après la Porte d'Or. C'est là que Constantin XI, le dernier empereur byzantin, est tué le 29 mai 1453,.

#### Cinquième Porte Militaire (Pylē tou Pemptou)
La Cinquième Porte Militaire se situe immédiatement au nord de la vallée du Lycus, entre les tours 77 et 78 et est nommée ainsi en référence au quartier du Pempton (le « Cinquième ») situé autour du Lycus. Elle a été fortement endommagée et comporte des traces de réparations byzantines et turques,. Elle est aussi identifiée avec la porte byzantine de Saint-Kyriake et nommée Sulukulekapı (Porte de la Tour-eau) ou Hücum Kapısı (Porte de l'Assaut) en turc car c'est là que la percée décisive a lieu le matin du 29 mai 1453. Plus tard, au cours du XIXe siècle, elle apparaît sous nom de Örülü kapı (« Porte Murée »).
Certains des premiers historiens modernes comme John B. Bury ou Kenneth Setton ont identifié cette porte à celle de Saint-Romain mentionnée dans les textes racontant le siège final et la chute de Constantinople.

#### Porte de Charisius

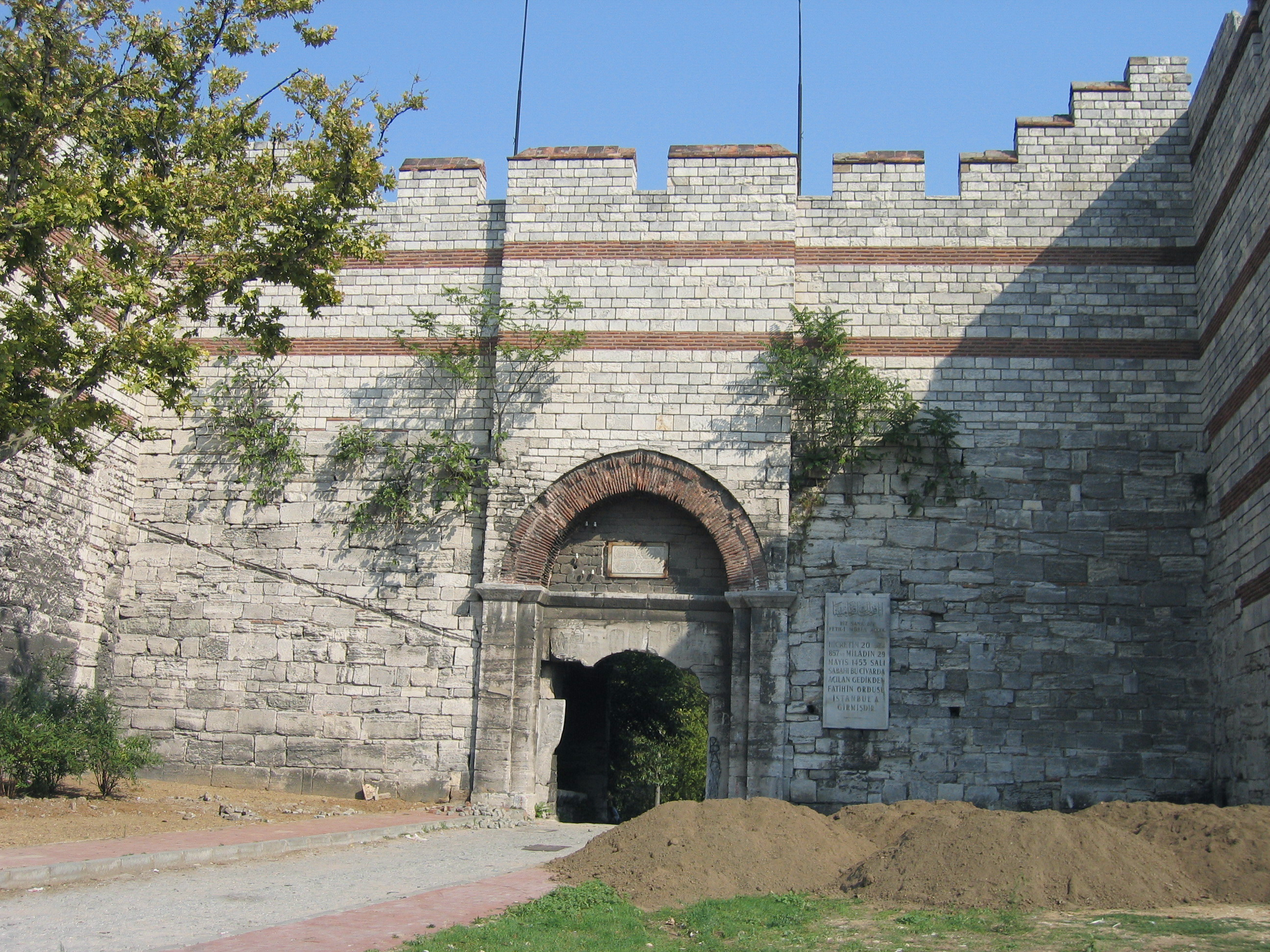
La Porte de Charisius ou d'Andrinople où Mehmed II fait son entrée dans la cité.

La Porte de Charisius (Χαρ[ι]σίου πύλη/πόρτα), nommée ainsi en référence à un vieux monastère byzantin fondé par un vir illustris (sénateur de haut rang) du même nom, est la deuxième porte la plus importante de la cité après la Porte d'Or. En turc, elle est appelée Edirnekapı (Porte d'Adrianople) et c'est là que Mehmed II fait son entrée triomphale au moment de la conquête de la cité. La porte se situe au sommet de la sixième colline de la ville qui est aussi son point culminant (77 mètres de haut). Elle est aussi l'une des portes identifiées à la Porte du Polyandrion ou du Myriandrion (Πύλη τοῦ Πολυανδρίου) car elle conduit à un cimetière situé en dehors des murs. Constantin XI, le dernier empereur byzantin, est positionné près de cette porte lors du siège de 1453.

#### Kerkoporta
Selon l'historien Michel Doukas, le matin du 29 mai 1453, la petite poterne du nom de Kerkoporta est laissée ouverte par accident. Cela permet à approximativement 50 Ottomans de pénétrer dans la cité. Ils lèvent alors leur bannière au sommet du mur intérieur et ouvrent le feu sur les défenseurs grecs situés dans le Peribolos. Ces derniers sont pris de panique, ce qui conduit à la déroute des défenseurs, puis à la chute de la cité. En 1864, les restes de la poterne située dans le mur extérieur, au bout des remparts théodosiens, entre la tour 96 et le palais du Porphyrogénète, sont découverts et identifiés comme étant la Kerkoporta selon l'historien grec A.G. Paspatès. Les historiens plus modernes comme van Millingen ou Steven Runciman ont aussi accepté cette théorie. Toutefois, des excavations du site n'ont montré aucune preuve d'une porte correspondante dans le mur intérieur (aujourd'hui disparu). Il se pourrait que l'histoire de Doukas soit une invention ou bien dérive d'une légende plus ancienne concernant la Porte de Xylokerkos que plusieurs historiens ont assimilée à la Kerkoporta.

### Histoire ultérieure
Les murs théodosiens font sans doute parmi des systèmes défensifs les plus importants de l'Antiquité tardive. En effet, selon les mots issus du Cambridge Ancient History, ils sont « peut-être le plus efficace et le plus influent des remparts jamais construits. Ils permettent à la cité et à ses empereurs de survivre et de prospérer durant plus d'un millénaire contre toute logique stratégique, au seuil d'un monde dangereux et d'une très grande instabilité. »
Toutefois, avec l'avènement de la poudre à canon, les fortifications deviennent obsolètes. Néanmoins, leur taille massive continue de fournir un système défensif efficace comme le démontre l'échec ottoman lors du siège de 1422. Au cours du siège final qui conduit à la prise de la cité par les Ottomans en 1453, les défenseurs pourtant en grande infériorité numérique, parviennent durant deux mois à repousser toutes les tentatives ottomanes de saper les fondations des remparts et réussissent à repousser plusieurs attaques frontales ainsi qu'à réparer les dommages subis par les murs, du fait de l'action de l'artillerie. Finalement, le 29 mai, l'attaque décisive est lancée. Lors du troisième assaut, le capitaine génois Giovanni Giustiniani est grièvement blessé et doit se retirer, causant la panique parmi les défenseurs et entraînant la prise des murailles. Après la prise de la ville, Mehmed ordonne la réparation rapide de l'enceinte en plus d'autres travaux publics.

## Les remparts maritimes

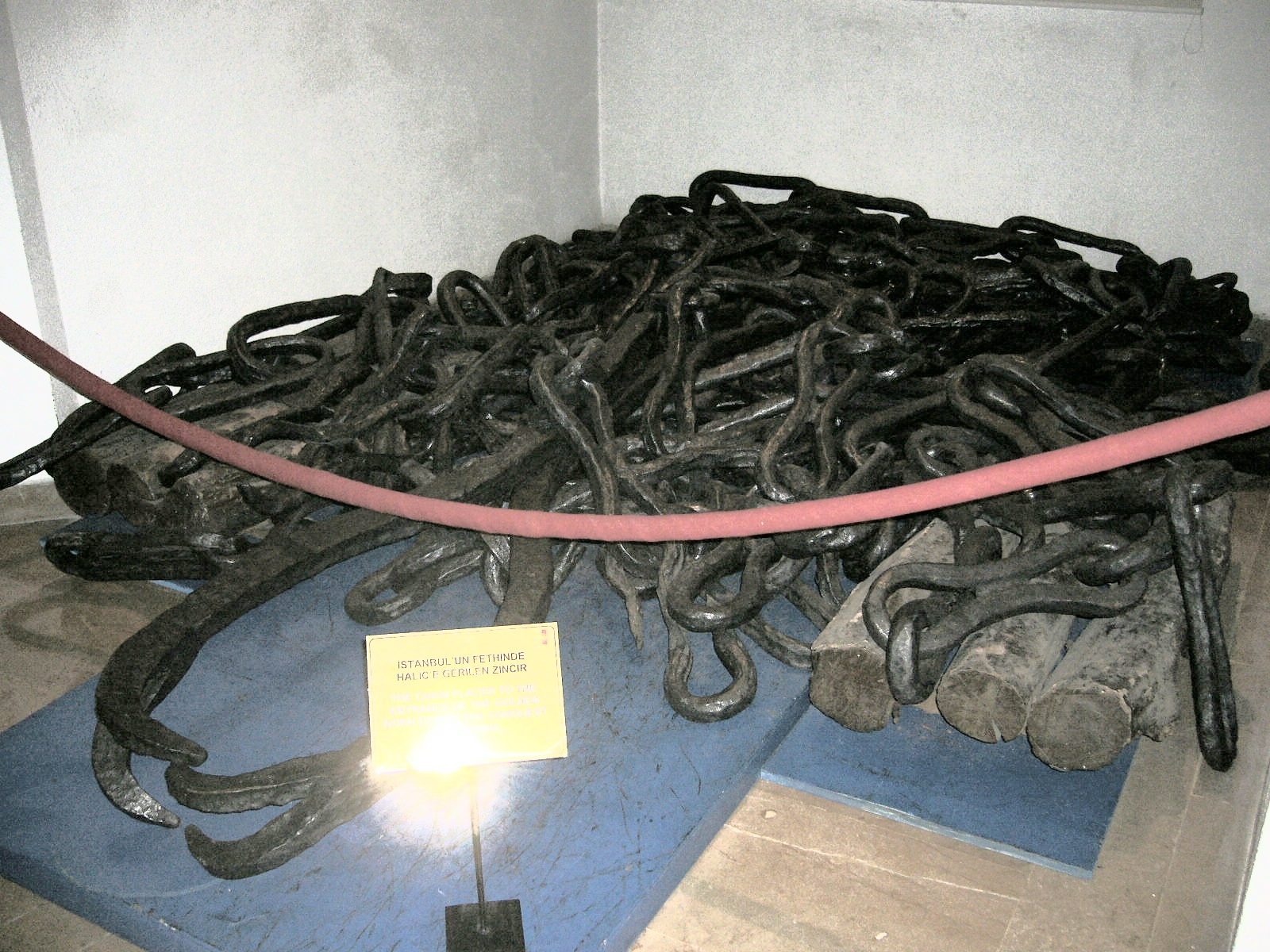
Chaîne entreposée au musée militaire d'Istanbul. On a longtemps cru qu'elle était la chaîne originale ayant servi à barrer la Corne d'Or mais il semble qu'elle ait été en fait amenée depuis Rhodes en 1522.

Les remparts maritimes encerclent la ville du côté de la mer de Marmara (la Propontide) et du côté de la Corne d'Or (χρυσοῦν κέρας). La ville de Byzance disposait certainement d'une enceinte maritime, mais ses traces n'ont pas survécu. Quant aux remparts médiévaux, la date de leur construction est l'objet d'un débat. Traditionnellement, les historiens attribuent leur construction à Constantin Ier, en même temps que la construction des murs terrestres. Toutefois, la première preuve de leur construction remonte à 439, quand le préfet urbain Cyrus de Panopolis (souvent confondu dans les sources avec le préfet du prétoire Constantin) ordonne la réparation des remparts de la ville et la construction de remparts du côté de la mer. Cette décision n'est sûrement pas dénuée de tout lien avec le fait que dans la même année, Carthage tombe aux mains des Vandales. Cet événement entraîne l'apparition d'une menace maritime en mer Méditerranée. Cette construction en deux étapes reste aujourd'hui l'idée la plus communément admise. Toutefois, Cyril Mango doute de l'existence de quelconques fortifications maritimes au cours de l'Antiquité tardive. En effet, elles ne sont pas spécifiquement mentionnées dans les sources de l'époque avant l'année 700 environ,.
Les murs maritimes sont architecturalement similaires aux remparts théodosiens, mais leur construction est plus simple. Ils sont formés d'un seul mur, bien moins élevé que les remparts terrestres, avec des circuits internes aux emplacements des différents ports. Pour les adversaires, l'accès aux remparts faisant face à la Corne d'Or est empêché par la présence d'une lourde chaîne installée par l'empereur Léon III, renforcée par des tonneaux flottants et dressée à l'entrée de l'estuaire de façon à barrer celui-ci. L'une des extrémités de cette chaîne est fixée à la tour d'Eugène, dans la banlieue moderne de Sirkeci, et l'autre à Galata, sur une large tour carrée, le Kastellion. C'est sur les fondations de celle-ci qu'est bâtie plus tard la mosquée Yeraltı. Du côté de la mer de Marmara, la défense de la cité est d'autant mieux assurée que de forts courants rendent une attaque maritime presque impossible. Selon Geoffroi de Villehardouin, c'est pour cette raison que la Quatrième croisade n'attaque pas Constantinople de ce côté.
Au cours de ses premiers siècles d'existence, Constantinople fait face à peu de menaces maritimes. C'est notamment le cas après les guerres de Justinien qui refont de la Méditerranée un « Lac Romain ». C'est au cours du premier siège de Constantinople par les Avars et les Sassanides qu'une attaque navale contre la cité a lieu. Toutefois, après les conquêtes arabes de la Syrie et de l'Égypte, une nouvelle menace maritime apparaît. Pour y faire face, les remparts maritimes sont rénovés au début du VIIIe siècle par Tibère III ou Anastase II,. Michel II lance une restauration de grande envergure complétée par Théophile, son successeur, qui accroît la hauteur des murs. Ces réparations coïncidant avec la conquête de Crète par les Arabes, aucune économie n'est faite. Comme Constantin Manassès le note : « les pièces d'or du royaume sont dépensées aussi librement que des cailloux sans valeur ». Le travail d'envergure mené par Théophile, qui reconstruit notamment les remparts maritimes, est mis en avant par de nombreuses inscriptions qui portent son nom plus que celui des autres empereurs. En dépit de futures modifications et restaurations, ce sont ces murs restaurés qui protègent Constantinople jusqu'à sa chute en 1453.
Toutefois, lors du siège de la Quatrième Croisade, les murs maritimes montrent qu'ils sont le point faible de la défense de la ville, car les Vénitiens parviennent à les prendre d'assaut. Après cet événement, Michel VIII Paléologue prend un soin particulier à renforcer et élever les murs maritimes dès la reprise de Constantinople en 1261. En effet, une tentative latine de reconquérir la ville est perçue comme imminente. De plus, l'installation des Génois à Galata, conformément au traité de Nymphaeon, est une nouvelle menace. Pour parer à l'urgence de la menace latine, les murs maritimes sont rehaussés de deux mètres. Dix ans plus tard, face à la menace d'une invasion par Charles Ier de Sicile, un deuxième rempart est construit derrière les murs maritimes originels, bien qu'aucune trace de ces nouveaux remparts n'ait subsisté,.
Les remparts sont à nouveau restaurés sous Andronic II Paléologue, puis sous son successeur, Andronic III Paléologue. En effet, le 12 février 1332, une tempête majeure a causé des brèches dans le mur et contraint les portes des remparts à s'ouvrir. Quand l'Empire est en guerre contre les Génois en 1351, Jean VI Cantacuzène répare à nouveau les murs et creuse même des douves face aux murs de la Corne d'Or. D'autres réparations sont mentionnées en 1434 pour parer à la menace génoise, puis de nouveau dans les années suivantes, précédant le siège final par les Ottomans. Ces travaux sont en partie financés grâce à des fonds venant du despote de Serbie Đurađ Branković.

### Mur de la Corne d'Or
Le mur faisant face à la Corne d'Or où circule la majeure partie du trafic maritime lors des derniers siècles de l'Empire s'étend sur une longueur totale de 5,6 kilomètres du cap de Saint-Démétrius aux Blachernes, où il rejoint les murailles terrestres. Bien que la plus grande partie du rempart ait été détruite dans les années 1870 lors de la construction de la ligne ferroviaire, son parcours et la position de la plupart de ses portes et tours est connue avec précision. Il est construit à une certaine distance du rivage et mesure à peu près dix mètres de hauteur. Le rivage nord de la cité a toujours été la zone la plus cosmopolite de Constantinople. C'est un centre commercial majeur qui comprend les quartiers réservés aux étrangers vivant dans la cité impériale. Les commerçants musulmans possèdent leurs propres logements (mitaton) comprenant une mosquée. À partir du règne d'Alexis Ier Comnène, les empereurs garantissent aux républiques maritimes italiennes des privilèges commerciaux, dont le droit à bénéficier de quartiers et de jetées (skalai) pour leur propre compte.
Les portes connues de la Corne d'Or peuvent être listées des Blachernes vers la pointe de Seraglio comme suit :
La première porte, très proche des murs terrestres, est la Porte de Koiliomène (Κοιλιωμένη Πόρτα, Koiliōmēnē Porta, ). Un peu plus loin se situe la Porte de Sainte-Anastase (Πύλη τῆς ἁγίας Ἀναστασίας, Pylē tēs hagias Anastasias) près de la mosquée Atik Mustafa Pacha.
Plus en aval se trouve la porte connue en turc sous le nom de Balat Kapı (Porte du Palais), précédée par trois portes donnant soit sur le rivage, soit à un port desservant le palais impérial des Blachernes. Aux alentours, deux portes ont existé à l'époque byzantine : la Porte de Kynegos (Πύλη τοῦ Κυνηγοῦ/τῶν Κυνηγῶν, Pylē tou Kynēgou/tōn Kynēgōn, Porte du Chasseur) où commence le quartier du Kynégion et la Porte de Saint-Jean-le-Fondateur-et-le-Baptiste (Πόρτα τοῦ ἁγίου Προδρόμου και Βαπτιστοῦ, Porta tou hagiou Prodromou kai Baptistou) dont on ne sait pas si elle est une porte distincte de la Porte de Kynégos. La Porte du Palais a été parfois identifiée à l'une de ces deux portes ou à l'une des trois portes donnant sur la Corne d'Or, connue sous le nom de Porte Impériale (Πύλη Βασιλικὴ, Pylē Basilikē),.

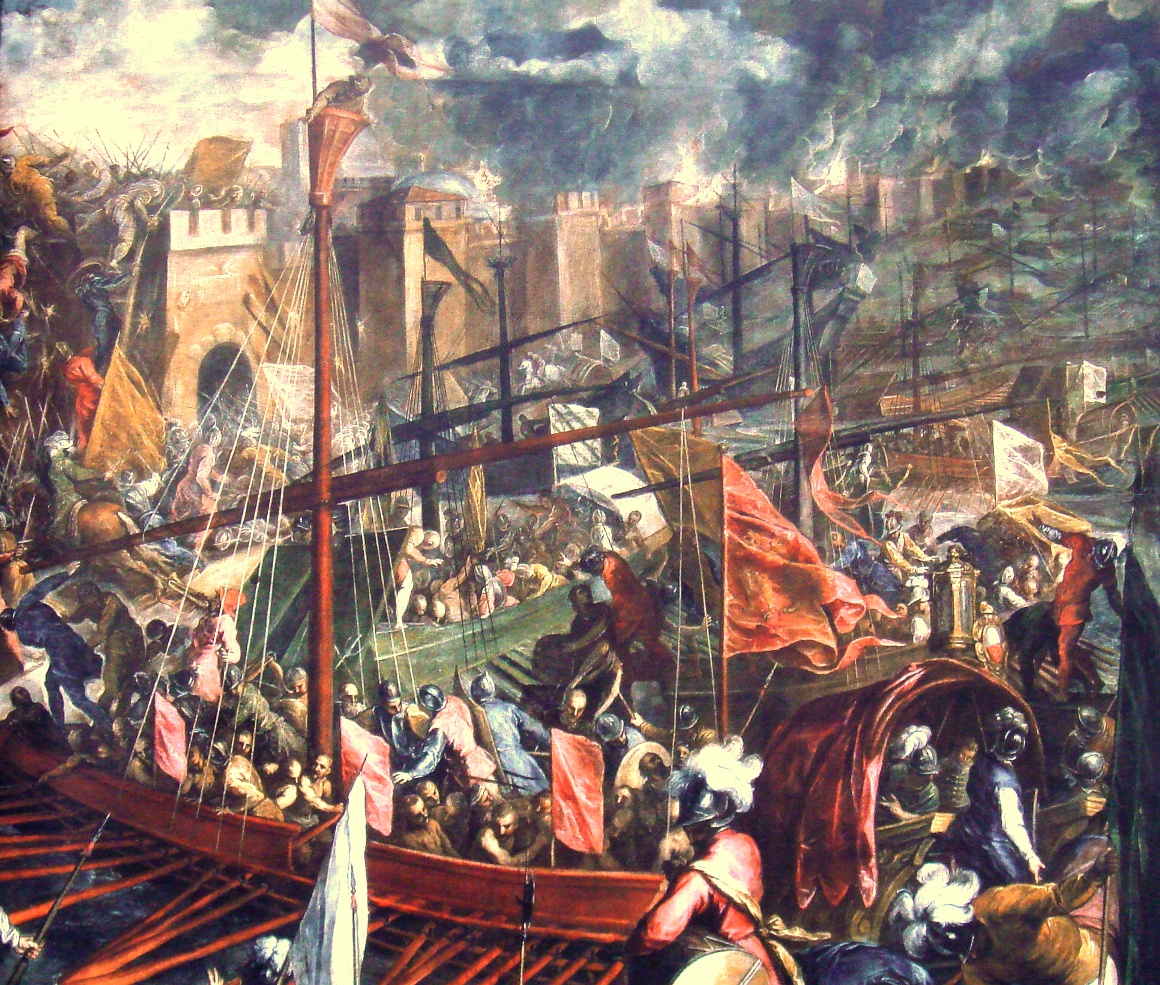
La Prise de Constantinople lors de la Quatrième croisade se fait par le mur de la Corne d'Or.

Plus au sud se situe la Porte du Phanarion (Πύλη τοῦ Φαναρίου, Pylē tou Phanariou), en turc Fener Kapısı, nommée ainsi en référence au phare local (phanarion en grec) qui a aussi donné son nom au quartier local. La porte est aussi l'entrée occidentale du Fort Pétrion (κάστρον τῶν Πετρίων, kastron tōn Petriōn), constitué d'une double enceinte entre la Porte du Phanarion et la Porte de Pétrion (Πύλη τοῦ Πετρίου, Pylē tou Petriou, en turc : Petri Kapısı). Selon la tradition byzantine, le quartier est nommé ainsi d'après Pierre le Patrice, un des principaux ministres de Justinien Ier. Une petite porte à l'extrémité ouest de l'enceinte intérieure du fort, près de la Porte du Phanarion, qui conduit à la cité, est appelée Porte de Diplophanarion. C'est au niveau de la Porte de Pétrion que les Vénitiens, dirigés par le doge Enrico Dandolo en personne, escaladent les murs et pénètrent dans la cité lors du sac de 1204. Toutefois, l'attaque ottomane au même endroit en 1453 est repoussée.
La porte suivante est celle du Drongaire (Πύλη τῶν Δρουγγαρίων, Pylē tōn Droungariōn) ou Odunkapısı (Porte en Bois). Son nom byzantin vient de la haute dignité de Drongaire du Guet. Cette porte marque la limite occidentale du quartier vénitien. Elle est suivie par la Porte des Fondateurs, connue sous le nom de Porte de Saint-Jean de Cornibus par les Latins, d'après une chapelle située à proximité. En turc, elle est appelée Zindan Kapısı (Porte du Donjon). La porte détruite de Pérama (Πόρτα τοῦ Περάματος, Porta tou Peramatos) se trouve dans le quartier de Pérama, là où le ferry relie Pera (Galata). Elle marque la limite orientale du quartier vénitien de la ville et le début du quartier amalfitain. Sur la carte de Cristoforo Buondelmonti, elle est appelée Porta Piscaria, en raison du marché au poisson se réunissant à proximité et dont le nom a été conservée dans l'appellation turque de la porte : Balıkpazarı Kapısı (Porte de la Poissonnerie). Cette porte est aussi identifiée avec la Porte des Juifs (Ἑβραϊκὴ Πόρτα, Hebraïkē Porta) bien que ce nom est aussi utilisé pour d'autres portes à différentes époques. Dans les environs se situe probablement la Porte de Saint-Marc mentionnée dans un seul document vénitien de 1229. Son identité est obscure tout comme la question de savoir si la porte, nommée en référence au saint patron de Venise, est préexistante à la chute de la ville aux mains des Croisés en 1204 ou ouverte après 1204.
À l'est de la Porte de Pérama se situe la Porte d'Hikanatissa (Πόρτα τῆς Ἱκανατίσσης, Porta tēs Hikanatissēs), un nom qui dérive peut-être de la tagma impérial des Hikanatoi. La porte marque l'extrémité orientale du quartier amalfitain de la ville et l'extrémité occidentale du quartier pisan. Plus à l'est se trouve la Porte du Néorion (Πόρτα τοῦ Νεωρίου, Porta tou Neōriou), connue plus tard sous le nom de Porte d'Horaia (Πύλη Ὡραία, Pylē Horaia, « Belle Porte »). Comme son nom l'indique, elle conduit au Néorion, le principal port de l'antique Byzance et le plus vieux arsenal maritime de la cité. Au début de la période ottomane, elle est connue sous le nom de Çıfıtkapı (Porte Hébraïque) mais son nom moderne est Bahçekapı (Porte du Jardin). La limite orientale du quartier pisan se situe juste à l'est de cette porte,.
C'est à cet endroit que commence le quartier génois. Dans les documents conférant les privilèges à la république de Gênes, on trouve la mention de deux portes, la Porta Bonu (Porte du Bonus, probablement traduit du grec Πόρτα Bώνου) et la Porta Veteris Rectoris (Porte du Vieux Recteur). Il est très vraisemblable que ces deux noms font référence à la même porte, probablement nommée en référence à un recteur inconnu du nom de Bonu et située quelque part dans le district moderne de Sirkeci. Finalement, la dernière porte du rempart de la Corne d'Or est la Porte d'Eugène (Πόρτα τοῦ Ἐυγενίου, Porta tou Eugeniou) conduisant au Port de Prosphorion. Dans les environs se situe la Tour d'Eugène datant du IVe siècle ou Kentenarion où la grande chaîne barrant la Corne d'Or est fixée. La porte est aussi connue sous le nom de Marmaporta (Μαρμαροπόρτα, Porte de Marbre) car elle est recouverte de marbre et présente une statue de l'empereur Julien. Elle est souvent identifiée à la porte ottomane Yalıköşk Kapısı et est détruite en 1871,.

### Rempart de la Propontide

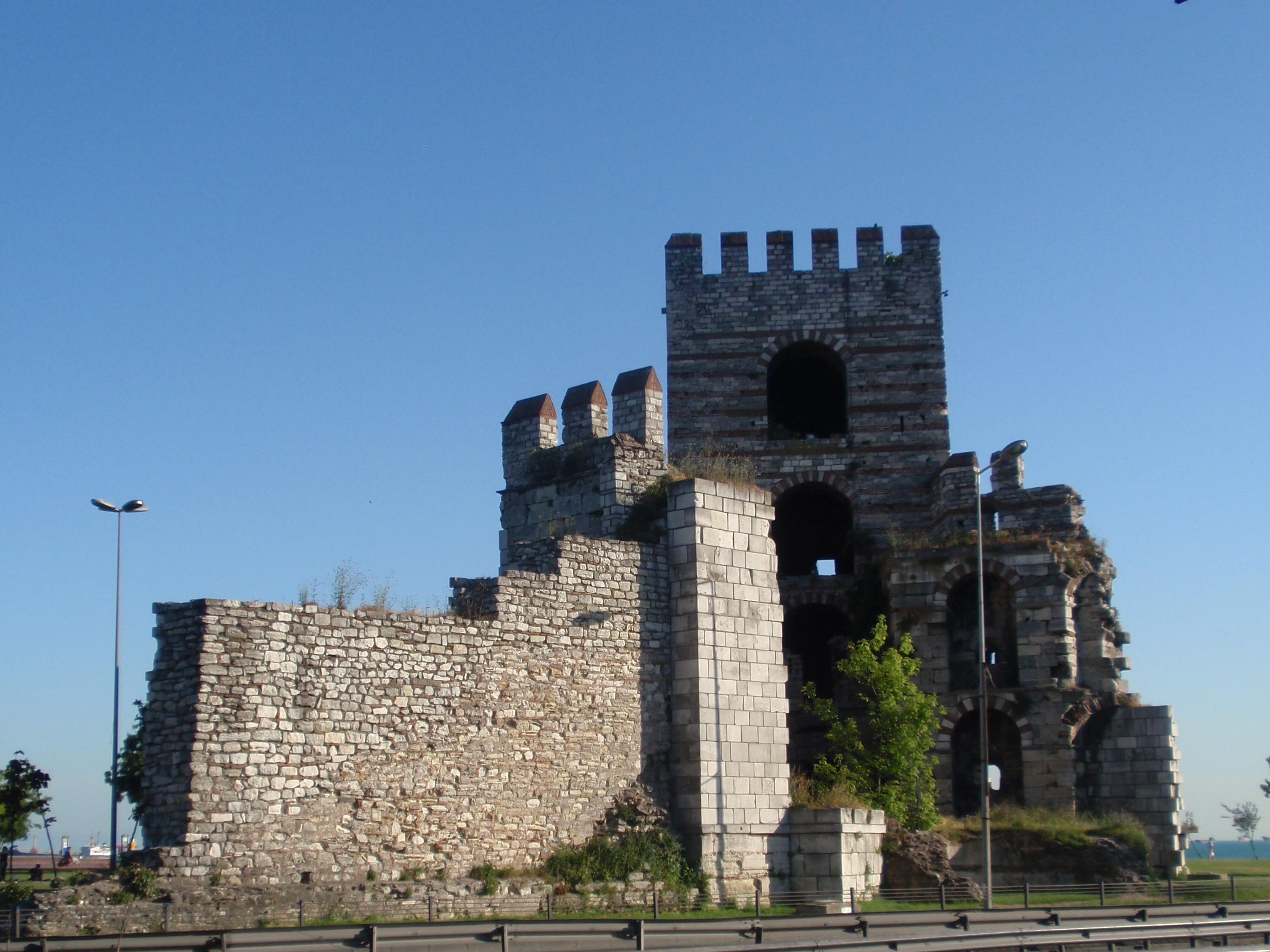
La Tour de Marbre à la jonction du rempart de la Propontide et des remparts terrestres.

Cette muraille est bâtie presque sur le rivage à l'exception des endroits où se trouvent des ports et des quais. Il est d'une hauteur de 12 à 15 mètres et comprend 13 portes et 188 tours pour une longueur totale de 8,46 kilomètres avec 1,08 kilomètre supplémentaire formant l'enceinte intérieure du port de Vlanga. Plusieurs sections du mur ont été endommagées lors de la construction de la route côtière Kennedy Caddesi en 1956-1957. La proximité du mur avec la mer et les forts courants de la Propontide font que les rivages orientaux et méridionaux de la péninsule sont relativement bien protégés en cas d'attaque. Toutefois, cela signifie aussi que les remparts doivent être protégés de la mer elle-même. Ainsi, un brise-lame de rochers est placé devant la base des murs. En outre, des en marbre sont utilisés comme joints à la base des murs pour renforcer leur structure. En partant du cap situé sur la crête de l'ancienne acropole de Byzance (aujourd'hui Pointe Seraglio) pour ensuite aller vers le sud et l'ouest en direction de la Tour de Marbre, les portes du rempart de la Propontide sont les suivantes :
La première porte, aujourd'hui détruite, portait le nom de Porte Orientale (Ὲώα Πύλη, Eōa Pylē) ou de Porte de Sainte-Barbara (Πύλη τῆς μάρτυρος Βαρβάρας, Pylē tēs martyros Barbaras) en référence à une église située à proximité. En turc, elle était connue sous le nom de Top Kapısı (« Porte du Canon ») qui a donné son nom au Palais de Topkapi,. Fait unique pour une porte donnant sur la mer, elle était flanquée de deux grandes tours de marbre blanc, à l'image de la Porte d'Or. Leur matériau est utilisé en 1816 pour construire le Kiosque de Marbre du sultan Mahmoud II. À deux reprises, elle sert de portée d'entrée pour un triomphe impérial. D'abord en 1126, après que Jean II Comnène a repris Kastamonu, et en 1168, lors du retour de Manuel Ier Comnène après sa campagne victorieuse contre les Hongrois.

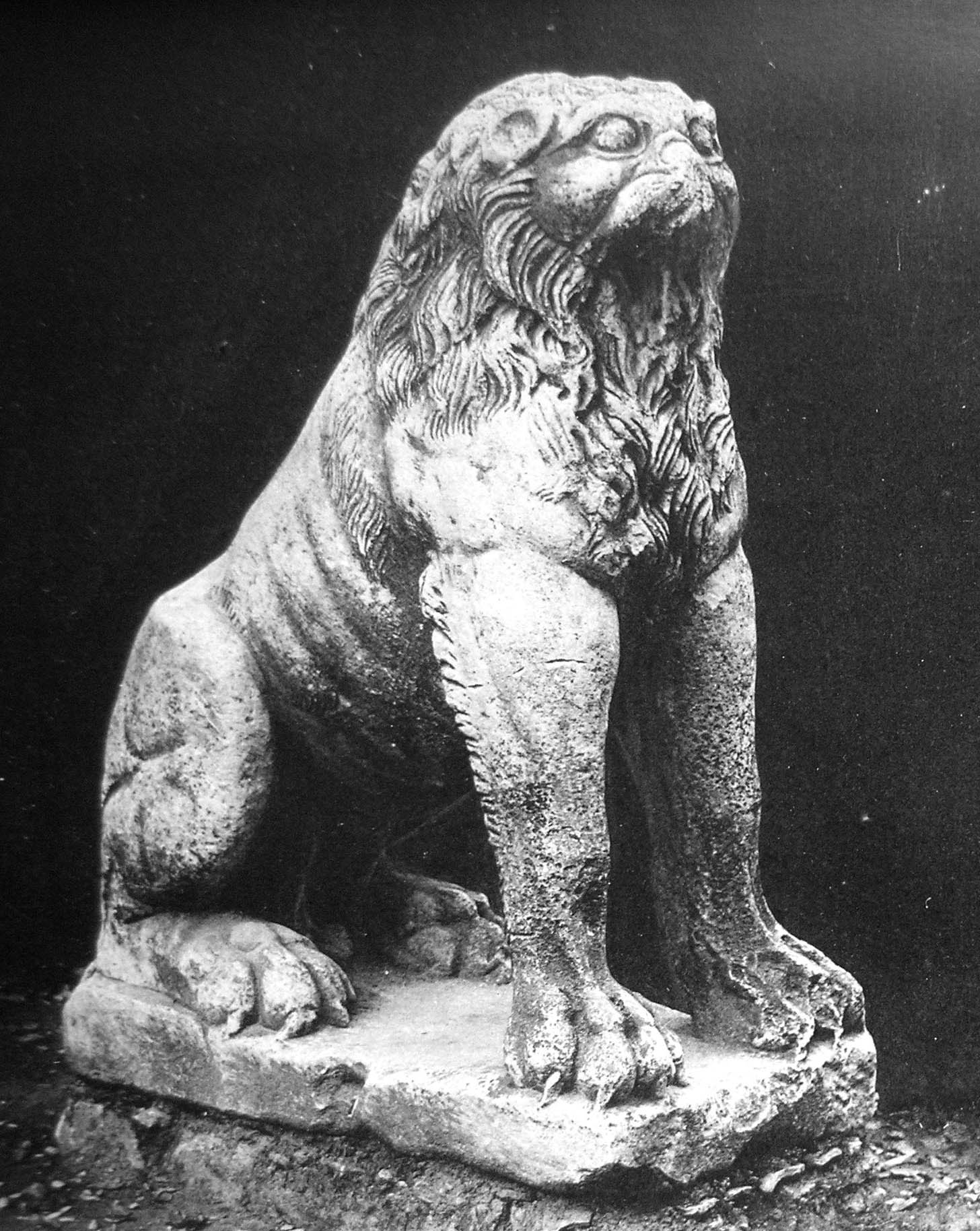
L'un des lions de marbre flanquant l'entrée du port du Palais du Boucoléon.

Plus au sud, là où le rivage entame son virage vers l'ouest se trouvent deux portes. La Balıkhane Kapısı (Porte de la Poissonnerie) et la Ahırkapısı (Porte de l'Écurie). Leurs noms vient de bâtiments situés à l'intérieur du Palais de Topkapi qu'elles desservent. Là encore, leurs noms byzantins sont inconnus. La porte suivante, à l'angle sud-est de la cité, est la porte du palais impérial de Boucoléon, connue à l'époque byzantine sous le nom de Porte du Lion (en grec : Πόρτα Λέοντος, Porta Leontos, en latin : Porta Leonis) d'après les lions en marbre qui flanquent son entrée. Elle est aussi connue sous le nom de Porte de l'Ours (πόρτα τῆς ἀρκούδας, porta tēs arkoudas) en référence à des illustrations de l'animal sur le quai. En Turc, elle est appelée Çatladıkapı (Porte Brisée),.
À l'ouest du Palais du Boucoléon se trouve l'Église des Saints-Serge-et-Bacchus et le premier des ports du rivage méridional de la cité, celui de Sophie (en référence à la femme de l'empereur Justin II), anciennement connu sous le nom de Port de Julien. Une petite poterne est située devant l'église tandis que la première porte d'importance, la Porte de Sophie (Πόρτα τῶν Σοφιῶν, Porta tōn Sophiōn) ou Porte de Fer (Πόρτα Σιδηρᾶ, Porta Sidēra) donne sur le port. En turc, elle est connue sous le nom de Kadırgalimanı Kapısı soit la Porte du Port des Galères,. À proximité se situe la Porte de Kontoskalion (Πόρτα τοῦ Κοντοσκαλίου) ou Kumkapısı (Porte de Sable) qui donne sur le port byzantin du même nom (port de Kontoskalion), construit pour remplacer le port ensablé de Sophie.
Le prochain port à l'ouest est l'important port d'Éleuthère ou de Théodose, dans le quartier de Vlanga. Les ports sont maintenant ensablés et connus sous le nom de parc Langa Bostan. Juste avant le port, à l'est, se situe la porte connue sous le nom de Yenikapi (Nouvelle Porte). Une inscription en latin commémore sa réparation lors du séisme de 447. Elle est souvent assimilée à la Porte Juive de l'époque byzantine. Immédiatement à l'ouest, après le port, se situe la Davutpaşa Kapısı (Porte de Davut Pasha), souvent identifiée à la Porte de Saint-Aemilianus (Πόρτα τοῦ ἀγίου Αἰμιλιανοῦ, Porta tou hagiou Aimilianou), connue pour se situer à la jonction entre le rempart maritime et l'enceinte de Constantin. Toutefois, Janin conteste cette vision. En effet, la jonction entre les deux murs se situe bien plus à l'ouest de la position de la porte.
Plus à l'ouest, là où le rivage vire brusquement vers le sud, se trouve la Porte de Psamathia (Πόρτα τοῦ Ψαμαθᾶ/Ψαμαθέως, Porta tou Psamatha/Psamatheos) ou Samatya Kapısı conduisant au quartier du même nom. Plus au sud-ouest se situe la porte connue aujourd'hui sous le nom de Narlıkapı (Porte de la Grenade). Son nom byzantin est inconnu mais elle est importante en raison de sa proximité avec le célèbre monastère du Stoudion.

## Remparts des Blachernes

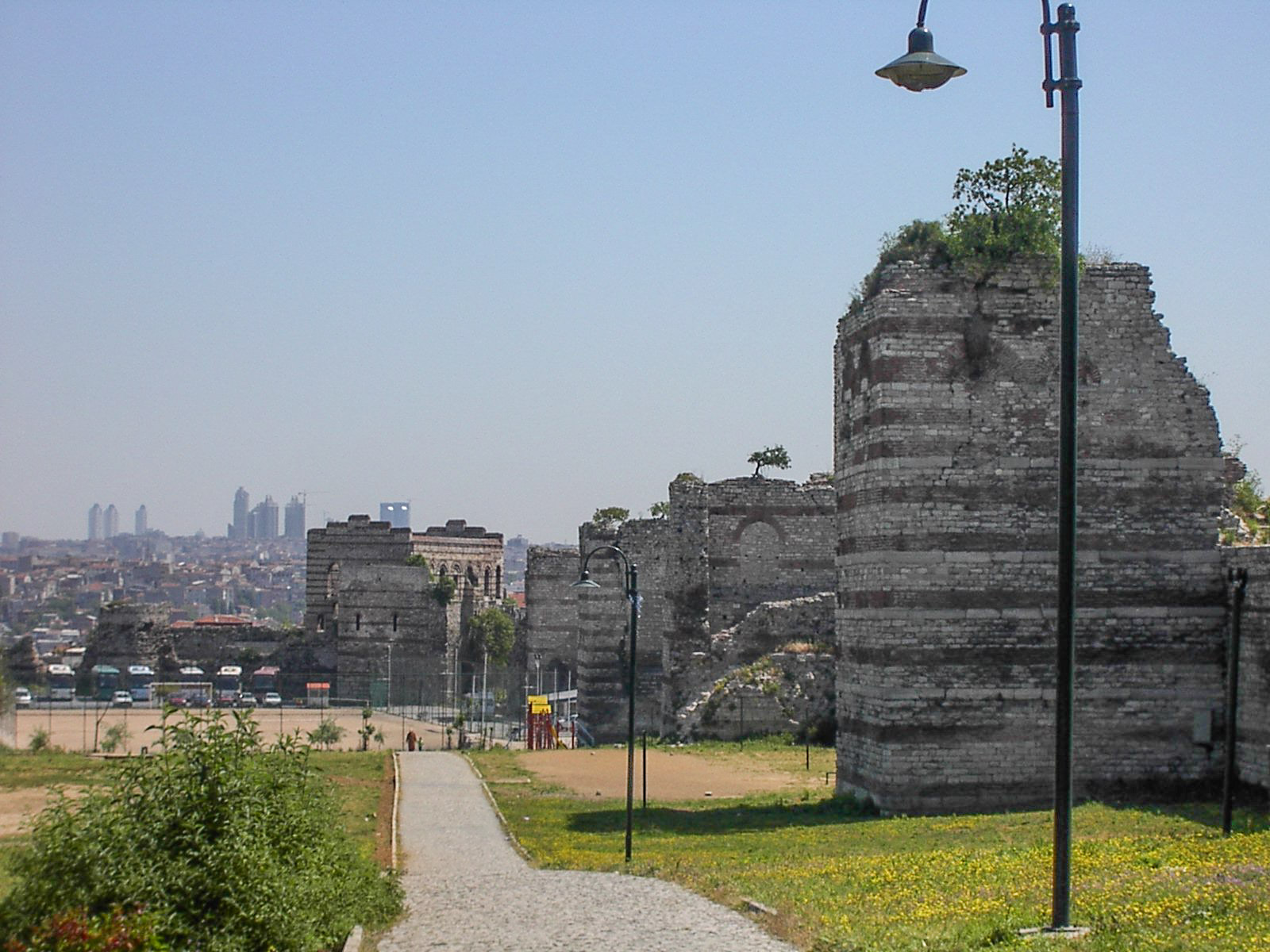
La section du rempart de Théodose à l'endroit où elle rejoint le rempart des Blachernes, avec le palais des Porphyrogénètes en arrière-plan.

Les murs des Blachernes relient la muraille théodosienne qui se termine à la hauteur du palais du Porphyrogénète au rempart de la Corne d'Or. Ils consistent en une série de remparts simples construits à différentes périodes, qui protègent le quartier des Blachernes. Ils mesurent en général entre 12 et 15 mètres de hauteur et sont moins larges que les murs théodosiens, mais les tours sont moins espacées. Situés sur une pente raide, ils ne bénéficient pas d'un fossé comme protection supplémentaire, à l'exception du secteur le plus bas aux alentours de la Corne d'Or, où l'empereur Jean VI Cantacuzène a pris soin de creuser une douve.
Concernant les fortifications d'origine de ce quartier, de nombreux savants ont étudié la question et plusieurs théories ont été proposées quant à leur parcours. Grâce à la Notitia Urbis Constantinopolitanae, on sait que la 14e région comprenant les Blachernes est séparée du reste de la ville et entourée par ses propres remparts. Plus loin, il est mentionné qu'au moins jusqu'au siège des Avars de 626, les importants sanctuaires de Panagia Blachernitissa et de Saint-Nicolas sont situés juste en dehors des fortifications du quartier. Les traces de ces fortifications ont été préservées et vont de l'emplacement du palais des Porphyrogénètes à la prison d'Anemas en ligne droite. Dès lors, il est possible de dresser la carte approximative de l'emplacement des murailles qui comprennent les deux crêtes septentrionales de la septième colline de la ville, dans un triangle s'étirant du palais Porphyrogénète à la prison d'Anemas et, de là, à l'église Saint-Démétrios Kanabos, puis au palais Porphyrogénète. Ces fortifications sont apparemment plus vieilles que le mur théodosien et sont probablement construites lors du IVe siècle. Elles sont ensuite reliées aux autres murs de Constantinople par Théodose II. Le mur occidental des anciennes fortifications des Blachernes formant le rempart extérieur de la cité et le mur oriental disparaissent alors,.
Aujourd'hui, les murailles théodosiennes sont reliées au mur des Blachernes aux alentours du palais du Porphyrogénète grâce à un petit rempart comprenant une poterne, probablement la poterne du Porphyrogénète mentionnée par Jean Cantacuzène. Ce rempart s'étend du Palais à la première tour de ce que l'on appelle le mur de Manuel Comnène. Celui-ci est mentionné par l'historien Nicétas Choniatès qui en attribue la construction à Manuel Ier Comnène. Ce dernier désirait défendre le palais impérial des Blachernes devenu la résidence privilégiée des souverains byzantins au XIe siècle. Ce mur constitue un modèle d'architecture militaire. Il consiste en une série d'arches proches de la façade extérieure du mur construites dans une maçonnerie plus large que d'habitude et plus épaisse que celle des murailles théodosiennes. Ce mur comprend huit tours rondes ou octogonales, tandis que la dernière est carrée. Le mur s'étend sur 220 mètres. Son point de départ se situe presque à angle droit par rapport aux murailles théodosiennes et le mur de Manuel se prolonge vers l'ouest jusqu'à la troisième tour avant de s'orienter nettement vers le nord. La qualité de l'architecture du mur fut démontrée lors du dernier siège ottoman, car les attaques successives et le bombardement intense, dont celui de la bombarde « géante » d'Urbain, ne parviennent pas à détruire le rempart. Si le mur de Manuel Comnène ne possède pas de douves, celles-ci ne sont pas nécessaires du fait de l'irrégularité du terrain. Les opérations de minage échouent tout autant. Le mur comprend une poterne entre la deuxième et la troisième tour, ainsi qu'une porte plus importante (Eğri Kapı) entre la sixième et la septième tour. Son nom turc vient de la courbe serrée de la route passant devant la porte près d'une tombe censée être celle d'Hazret Hafix, un compagnon de Mahomet mort lors du premier siège arabe de Constantinople. Cette porte est couramment (mais pas de façon sûre et définitive) identifiée comme étant la Porte Caligarienne à l'époque byzantine,.
De la dernière tour du rempart de Manuel à la prison d'Anemas s'étend un autre mur de 150 mètres de longueur et comprenant quatre tours carrées. Il est probablement plus récent et d'une construction de moins bonne qualité que le mur de Manuel. Il est moins épais et comprend dans sa structure de plus petites pierres et des tuiles en brique. Il porte des inscriptions indiquant ses réparations en 1188, 1317 et 1441,. Une poterne située après la deuxième tour est souvent identifiée comme étant la Porte de Gyrolimne nommé d'après l'Argyra Limnē, le « lac d'argent » situé près de la Corne d'Or. Schneider suggère plutôt que le nom est en rapport avec la Porte d'Eğri Kapı susmentionnée.
La section suivante est composée du mur extérieur de la prison d'Anemas, qui est relié à une double rangée de murailles. Le mur extérieur est connu sous le nom de Mur de Léon car il a été construit par Léon V en 813, pour protéger la ville contre le siège mené par le chef bulgare Krum. Ce mur est étendu vers le sud par Michel II. C'est une structure relativement LEGERE, mesurant moins de trois mètres de large, renforcée par des arches qui supportent le parapet. Quatre tours sont aussi présentes ainsi que plusieurs poternes. Derrière le mur de Léon se trouve un mur intérieur, rénové et renforcé par l'ajout de trois tours hexagonales par l'empereur Théophile. Les deux murs sont séparés de 26 mètres et sont percés chacun par une porte, formant la Porte des Blachernes (πόρτα τῶν Βλαχερνῶν, porta tōn Blachernōn). Les deux murs forment une enceinte fortifiée connue sous le nom de Brachionion ou Brachiolion (le « bracelet ») des Blachernes par les Byzantins. Après la prise de la ville par les Ottomans, elle est appelée Pentapyrgion en grec (Πενταπύργιον, « Les Cinq Tours ») en référence à la forteresse de Yekidule. Le mur intérieur est souvent identifié par les historiens, comme van Millingen ou Janin, comme le mur d'Héraclius bâti par l'empereur du même nom après le siège des Avars pour protéger l'église des Blachernitissa. Toutefois, Schneider l'identifie comme étant le Pteron construit à l'époque de Théodose II pour couvrir le flanc nord des Blachernes (d'où son autre nom de proteichisma, « ouvrage extérieur »), de la prison d'Anemans à la Corne d'Or. De ce fait, Schneider considère plutôt que le mur d'Héraclius correspond à la section du mur maritime directement reliée au rempart des Blachernes et qui dispose d'une architecture particulière. Quoi qu'il en soit, l'identité du Pteron reste une question non résolue parmi les historiens modernes.
Plus tard, une autre section de remparts est construite, probablement sous le règne de Théophile, s'étendant de la jonction entre les murs terrestres et maritimes pour rejoindre la mer elle-même. Ce rempart est percé par la Porte en Bois (Ξυλίνη πύλη, Xylinē pylē, ou Ξυλόπορτα, Xyloporta). Cette structure est détruite en 1868,.

### Carte de Cristoforo Buondelmonte (1422)

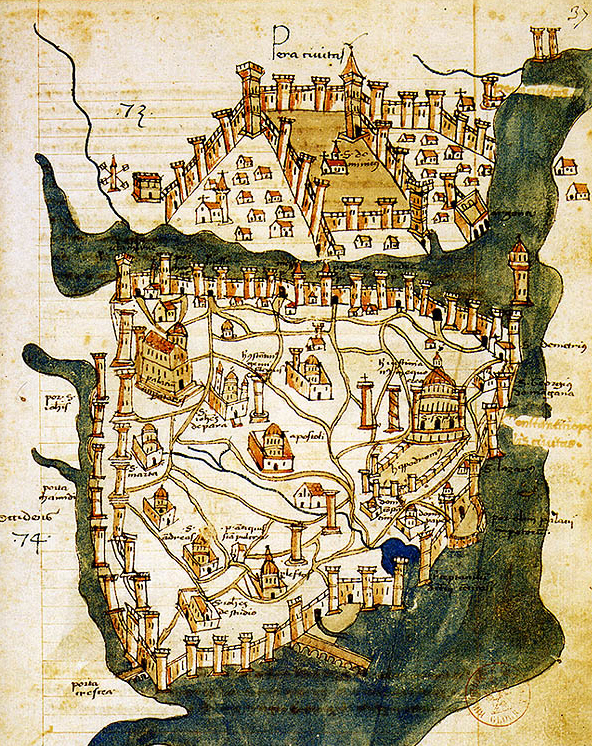
La plus ancienne carte de Constantinople, datée de 1422.

La plus ancienne carte connue de Constantinople est celle du florentin Cristoforo Buondelmonte, dessinée en 1422. Elle montre les fortifications de Constantinople et de Galata, sur la rive nord de la Corne d'Or. La tranchée d'eau,, en face des murs théodosiens, à l'extrémité ouest de la ville, est également représentée, ainsi que la tour de Léandre ou tour de la Fille, au milieu du Bosphore.

## Garnisons de la ville
Tout au long de l'existence de l'Empire byzantin, la garnison de la ville est relativement peu nombreuse. Les gardes impériaux et le guet de la cité (le predatoura ou kerketon) dirigé par le préfet urbain sont les seules forces armées permanentes disponibles dans la ville. En cas de menaces contre Constantinople, ce sont les armées de campagne des provinces qui sont chargées de les affronter avant qu'elles n'atteignent la ville. Si besoin est, comme lors du séisme de 447 ou des raids des Avars au début du VIIe siècle, la population organisée dans des guildes ou dans les factions de l'Hippodrome peut être recrutée et armée. Enfin, les armées provinciales peuvent fournir des renforts à la ville de Constantinople.
Dans les premiers siècles, la garde impériale était composée d'unités des Excubites et de la Schole palatine qui deviennent des unités de parade à la fin du VIIe siècle. Vers l'époque de Justinien II, de nouvelles unités de la garde sont formées pour protéger l'enceinte du palais impérial. Au VIIIe siècle, alors que les Empereurs font face à de multiples révoltes parmi les armées thématiques et tentent d'imposer une politique iconoclaste profondément impopulaire, les tagmata impériales sont créées pour servir de forces d'élite loyales à l'Empereur. Comme elles forment souvent le cœur des armées expéditionnaires, elles ne sont pas toujours présentes dans ou à proximité de la cité. Seules deux unités, les Noumeroi et les Teicheiōtai créées par Justinien II, restent en permanence à Constantinople autour du palais ou dans d'autres endroits de la capitale comme des églises abandonnées. Les unités présentes constamment dans la capitale ne sont jamais très nombreuses, quelques centaines au mieux. Toutefois, elles sont complétées par plusieurs détachements présents dans les environs de la ville (en Thrace ou en Bithynie).
La petite taille de la garnison de la ville est due à l'inquiétude des empereurs et de la population envers la présence d'une force militaire importante et permanente. Celle-ci pouvant être l'origine de soulèvements militaires en plus d'être un fardeau financier considérable. De plus, une force importante est largement inutile du fait de la sécurité garantie par les murailles de la cité. Comme le note l'historien John Haldon : « La protection des portes et des défenses étant assurée par une petite force, la Cité était en sécurité contre des forces très importantes avant l'arrivée de la poudre à canon ».

## Fortifications autour de Constantinople
Plusieurs fortifications sont construites dans les environs de Constantinople à diverses périodes. Elles font partie intégrante du système défensif de la ville impériale. Le premier et le plus grand de ces dispositifs est le long Mur d'Anastase (en grec : τεῖχος Ἀναστασιακόν) appelé aussi Long Mur (μακρὸν τεῖχος, makron teichos ou μεγάλη Σοῦδα, megalē Souda) construit au Ve siècle comme défense extérieure de Constantinople. Il se situe à 65 kilomètres à l'ouest de la ville, est large de trois mètres trente pour cinq mètres de hauteur. Toutefois, son efficacité semble limitée et il est abandonné vers le VIIe siècle par manque de ressources pour l'entretenir et d'hommes pour la garnison. Durant les siècles qui suivent, les matériaux du mur sont utilisés pour construire divers bâtiments dans la région mais plusieurs parties, notamment les sections centrales et septentrionales plus isolées, sont encore existantes,.
En outre, il existe plusieurs petites villes et fortifications entre le mur d'Anastase et Constantinople, comme Selymbria, Rhegion ou la grande banlieue d’Hebdomon (« Septième », aujourd'hui Bakırköy, ainsi nommée car elle se situe à sept milles romains des murs de Constantinople). Cette zone est le lieu d'implantation de campements militaires importants. Au-delà du mur d'Anastase, les villes d'Arcadiopolis et Bizye couvrent les approches nord de la ville. Ces localités sont situées le long des principales routes menant à Constantinople et forment les défenses extérieures de celle-ci tout au long de l'histoire. Elles servent à rassembler les forces à s'opposer aux invasions ennemies ou au moins à retarder l'adversaire pour permettre à Constantinople d'assurer sa défense. Ainsi, lors du siège ottoman de 1453, plusieurs de ces localités (comme Selymbria) ne se rendent qu'après la chute de Constantinople. En Asie mineure, ce sont les villes de Nicée et de Nicomédie qui assurent ce rôle de couverture des approches de Constantinople, le principal camp de pour l'armée se situe à Malagina.